# Freie Stadt Danzig
Die Freie Stadt Danzig (polnisch Wolne Miasto Gdańsk) – die Städte Danzig, Zoppot, Praust, Tiegenhof und Neuteich sowie das sie verbindende Gebiet – bestand als teilsouveräner selbstständiger Staat mit polnischen Hafenrechten unter dem Schutz des Völkerbundes von 1920 bis (faktisch) 1939. Nachdem das Gebiet von 1794 bis 1807 und von 1814 bis 1919 zu Preußen gehört hatte (1807 bis 1814 bestand die Republik Danzig), wurde es nach dem Ersten Weltkrieg aufgrund der Bestimmungen des Versailler Vertrags 1920 vom Reichsgebiet abgetrennt und erhielt den Status eines autonomen Freistaats.
Nach dem Überfall auf Polen und dem Beginn des Zweiten Weltkriegs im September 1939 ordnete das Deutsche Reich das Gebiet des Freistaats dem Regierungsbezirk Danzig im Reichsgau Danzig-Westpreußen zu. Bald danach erklärte die polnische Exilregierung die Eroberung Danzigs zum Kriegsziel. Alle vier Siegermächte des Weltkriegs erkannten diese Forderung Polens schließlich an. Nachdem im März 1945 die Rote Armee das Territorium des Freistaats fast vollständig erobert hatte, überließ sie es der Volksrepublik Polen, in der es am 30. März 1945 in der neugebildeten Woiwodschaft Danzig aufging. Im Juli 1945 begann die Vertreibung der deutschen Einwohner. Im Jahr 1948 bestand die Bevölkerung bis auf wenige Prozent eingesessener Danziger Polen nahezu vollständig aus polnischen Neusiedlern, von denen über zwei Drittel aus dem Inneren Polens und etwa 15 bis 18 Prozent aus an die Sowjetunion gefallenen Gebieten Ostpolens stammten (im Rahmen der Westverschiebung Polens). Die Organisation der ehemaligen Danziger in Deutschland ist der Bund der Danziger.

## Geschichte
Das nach etwa 400 Jahren zu Beginn des 3./4. Jahrhunderts von den Goten (Gothiscandza laut Jordanes, vgl. auch Wielbark-Kultur) im Zuge der Völkerwanderung weitgehend verlassene Land (untere Weichsel) wurde sukzessiv ab dem 6. Jahrhundert von nach Mitteleuropa wandernden Westslawen besiedelt. Die erste Erwähnung einer slawischen Stadt Danzig in den abendländischen Quellen stammte aus dem Jahr 997, als der vom Polenkönig Bolesław I. Chrobry zur Missionierung der Pruzzen ins Land gerufene Adalbert von Prag von einem Pruzzen erschlagen wurde (Urbs Gyddanyzc lt. Canaparius). Im Zuge der deutschen Ostkolonisation kamen die ersten deutschen Kauf- und Kirchenleute nach Danzig. Die Stadt wurde 1227 von Herzog Swantopolk II., der sich zuvor vom Krakauer Seniorat gelöst hatte, nach Lübischem Stadtrecht relokalisiert und von ihm und seinen Nachkommen beherrscht. Nach einem Erbfolgestreit nahm letztlich der Deutsche Orden Teile der Pommerellen mit der Hauptfeste Danzig in Besitz (von 1308 bis 1454) und gliederte das Gebiet administrativ in den Deutschordensstaat ein. Die Stadt Danzig gehörte seit 1350 zur Hanse. Nachdem sie an der Seite des Königs von Polen aktiv am Dreizehnjährigen Krieg und der Vertreibung der Ordensritter teilgenommen hatte, wurde sie 1454 (bis 1793) aus eigenem Willen eine Stadtrepublik mit politischer Vertretung im polnischen Reichstag, dem Sejm. Sie erkannte die Suzeränität der polnischen, ab 1569 der polnisch-litauischen Könige/Großfürsten an. Der erste Suzerän der Stadtrepublik Danzig war der ab 1454 mit Elisabeth von Habsburg verheiratete König Kasimir IV. Andreas. 1793 wurde die Stadtrepublik Danzig im Zuge der Zweiten Teilung Polens für 14 Jahre vom Königreich Preußen annektiert. In napoleonischer Zeit bestand von 1807 bis 1814 die Republik Danzig. Nach dem Sieg über Kaiser Napoleon I. wurde Danzig als preußische Stadt und als Regierungsbezirk der Provinz Westpreußen von 1815 bis 1920 erneut Teil des Königreichs Preußen.

### Die Gründung des Freistaats und seine internationalen Beziehungen

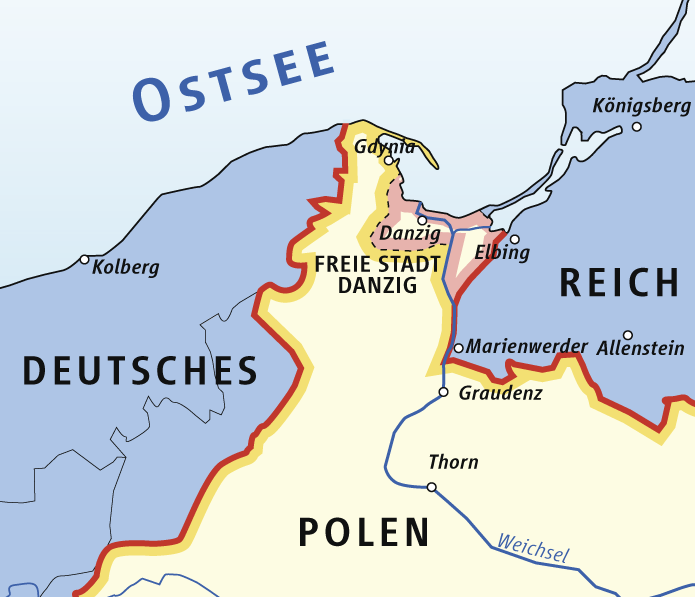
Das Gebiet der „Freien Stadt Danzig“ östlich des Polnischen Korridors

Die Gründung der Freien Stadt erfolgte durch die Siegermächte des Ersten Weltkrieges unter Protest eines großen Teiles der Danziger Bevölkerung, da dieser Maßnahme keine Volksabstimmung vorausging. Durch den Völkerbund und den Friedensvertrag von Versailles von 1920 wurden Danzig (Artikel 100–108 Abschnitt XI, Teil III VV) aus dem deutschen Staatsverband gelöst und Polen als souveräner Staat wiederhergestellt. Am 23. März 1919 demonstrierten 70.000 Danziger und am 25. April 1919 bereits 100.000 (die Freie Stadt Danzig hatte 1919 kaum 360.000 Einwohner) gegen die Abtrennung vom Deutschen Reich und die Anbindung an Polen sowie gegen den künftigen Status Danzigs als Stadtrepublik.
Im Jahr 1919 bestand die Gefahr, dass die polnischen Truppen von Józef Haller, die auf französischer Seite gegen das Deutsche Kaiserreich gekämpft hatten, bei ihrer Rückführung in die nach dem Ersten Weltkrieg wiederhergestellte Republik Polen die Stadt Danzig besetzten. Durch den Krieg Polens gegen die Bolschewiken 1920, an dem auch die Westmächte an der Seite der so genannten „Weißen“ teilgenommen hatten, drohte Danzig die Besetzung durch Sowjetrussland. Als im August 1920 die Rote Armee vor Warschau stand, sollte Polen über Danzig dringend benötigte Munitionslieferungen aus Saloniki erhalten. Angesichts der Gefahr, in den polnisch-sowjetischen Krieg hineingezogen zu werden, plädierte die verfassunggebende Versammlung Danzigs am 20. August 1920 für die Neutralität des Stadtstaats. Die Abstimmung fiel mit 62 gegen 21 Stimmen zugunsten dieser aus, und der Neutralitätswunsch wurde dem für Danzig zuständigen Hohen Kommissar des Völkerbundes, Sir Reginald Thomas Tower, mitgeteilt.
Die Danziger Hafenarbeiter weigerten sich, Schiffe mit Munition zu entladen, mit der Folge, dass dafür alliierte Truppen eingesetzt werden mussten. Der Streik wurde aus dem Ausland unterstützt. So erklärte der Präsident der English Transport Workers Union, Robert Williams, in seinem Telegramm vom 6. August 1920 seine Zustimmung zum Vorgehen der Danziger. Auch der Sekretär der britischen Labour Party unterstützte am selben Tag die Danziger mit der Parole „Hands off, Russia“ (deutsch „Hände weg, Russland“) und warnte vor jeder Unterstützung Polens. In einer Erklärung vom 23. August 1920 protestierte der polnische Vertreter Bisiedecki bei Tower gegen die Danziger Neutralität. Der Neutralitätswille Danzigs fand wenig Resonanz beim Völkerbund, obwohl er der Bestandsgarantie und Schutzverpflichtung entsprach, die von der internationalen Staatengemeinschaft übernommen worden waren. Stattdessen wurde Polen zugestanden, auf der Westerplatte an der Mündung der Alten Weichsel ein Munitionsdepot anzulegen und dort zu dessen Schutz eine kleine militärische Einheit zu stationieren. In der Folgezeit wurde diese Anlage widerrechtlich befestigt und ausgebaut. Die Westerplatte unterstand de jure weiterhin den Danziger Behörden, war also nicht exterritorial, doch konnte sie nur nach vorheriger Anfrage der Danziger Behörden von diesen inspiziert werden.
Teil des Vierzehn-Punkte-Programms des US-Präsidenten Woodrow Wilson war einerseits der Grundsatz des Selbstbestimmungsrechts der Völker, andererseits sollte der neu errichteten Zweiten Polnischen Republik zusätzlich zum Polnischen Korridor ein freier Zugang zur See mit einem funktionsfähigen Hafen ermöglicht werden (Punkt 13). Der Danziger Hafen war traditionell der bedeutendste Umschlagplatz für Waren vom Oberlauf der Weichsel; seit 1454 war Danzig auch der bedeutendste Handelspartner der übrigen dem König von Polen unterstehenden Gebiete.
Während Frankreich einen starken polnischen Verbündeten aufzubauen suchte, war Großbritannien an einem Gleichgewicht der Kräfte auf dem europäischen Kontinent interessiert. Außerdem nahm man an, dass die Eingliederung Danzigs in Polen einer dauerhaften friedlichen Lösung abträglich gewesen wäre. Daher versuchte man, an die Tradition eines selbstverwalteten Danzigs anzuknüpfen, nachdem es bereits viele Jahrhunderte ein selbständiges Staatsgebilde gewesen war (Republik Danzig 1454–1793). Schon als führendes Mitglied der Hanse, unter dem diplomatischen Schutz der polnischen Krone, habe es dem europäischen Handel zu wirtschaftlicher Blüte verholfen.
Die Grundlage für die Aufnahme Danzigs in die Staatengemeinschaft als neutrales, freies und geschütztes Mitglied war der Friedensvertrag von Versailles, der den Bestand des Danziger Staates garantieren sollte. Am 15. November 1920 konstituierte sich die Freie Stadt Danzig in einer feierlichen Bekanntmachung. Die Proklamation erfolgte gegen 16 Uhr durch die verfassunggebende Versammlung in Anwesenheit des gesamten diplomatischen Korps und zahlreicher einheimischer Gäste. Der Präsident der verfassunggebenden Versammlung, Wilhelm Reinhard, würdigte die Bedeutung dieses Tages verbunden mit dem Wunsch, dass durch Einheit und gegenseitiges Verständnis der Bestand des Staates gesichert sein möge. Der Vertreter des Völkerbundes, Oberst Edward Lisle Strutt, vollzog die Proklamation und bestätigte die Schutzgarantie des Völkerbundes für Danzig und seine neue Verfassung.
Die Proklamation fand am selben Tag auch vor dem Völkerbund in Genf statt. Oberst Strutt beendete seine Rede dort mit den Worten: „Lasst uns Frieden halten jederzeit, sowohl innerhalb wie außerhalb dieses Hauses. Die Welt braucht Frieden. Mögen Danzig und Polen dem östlichen Europa darin ein Vorbild sein. Beide Völker mögen glücklich und zufrieden nebeneinander leben, wachsen und gedeihen, durch gegenseitiges Vertrauen und Freundschaft, bei gegenseitiger Unterstützung. Hiermit erkläre ich feierlichst die Stadt Danzig und das sie umgebende Gebiet mit dem heutigen Tage zur Freien Stadt.“
An ausländischen Mächten waren vertreten:
- Vereinigtes Königreich von Großbritannien und Irland durch Konsul B. H. Frey und Vizekonsul Douglas William Keane,
- Frankreich durch Konsul Guèritte,
- die USA durch Konsul Dawson,
- Schweden durch Konsul Behnke,
- Norwegen durch Konsul Ganswindt,
- Dänemark durch Konsul Marks,
- Niederlande durch Konsul Brinkmann jun.,
- Österreich durch Fritz Meyer,
- Italien durch Konsul Bertanzi,
- Griechenland durch Konsul Haber,
- die Türkei durch Schopf,
- Guatemala durch Herrn Weber und den Berliner Konsul Antonio Wiatrak.[9]
- Nicaragua und Honduras durch Konsul Antonio Wiatrak.[10]

Dieser zweiten Restauration des Danziger Staates (selbstständig 1454–1793 unter dem Schutz der polnischen Könige, 1807–1814 erste Restauration als napoleonische Freie Stadt Danzig) stimmten durch Unterzeichnung des Versailler Vertrags u. a. das Deutsche Reich, Polen, das Vereinigte Königreich, Frankreich und die Vereinigten Staaten (USA ohne Ratifizierung im Kongress) zu. Danzig wurde zu einem autonomen Staat. Durch den Versailler Vertrag wurde allerdings die Führung der auswärtigen Angelegenheiten, insbesondere der Schutz der Staatsangehörigen im Ausland, dem polnischen Staat übertragen. An mehreren internationalen Konferenzen nahm Danzig teil und trat internationalen Abkommen als vertragschließender Teil bei. Die Danziger Verfassung wurde am 16. Mai 1920 von der verfassunggebenden Versammlung, dem späteren Volkstag, beschlossen und am 11. Mai 1922 vom Hohen Kommissar des Völkerbundes bestätigt. Der Völkerbund hatte als seinen ständigen Vertreter einen so genannten Hohen Kommissar auf Kosten Danzigs und Polens in Danzig stationiert. Seine Aufgabe war es, in Streitfragen zwischen Danzig und Polen Entscheidungen zu fällen, gegen die nur im Völkerbund selbst Berufung eingelegt werden konnte. Polen unterhielt in Danzig eine diplomatische Vertretung. Außerdem waren die meisten Staaten der Welt in Danzig konsularisch vertreten. Für die Einreise in das Land bestand keine Visumpflicht, ein gültiger Reisepass genügte. Demgegenüber benötigten die Danziger Bürger für die Einreise nach Polen ein Visum; 1923 kostete ein Durchreisevisum umgerechnet ca. 32 Schweizer Franken. Bis 1928 hoben Deutschland, Österreich, die Schweiz und die Tschechoslowakei die Visumspflicht für Danziger Staatsbürger auf.
Die Beziehungen Danzigs zu Polen wurden im Danzig-polnischen Vertrag, unterzeichnet in Paris am 9. November 1920, und dem Warschauer Abkommen vom 24. Oktober 1921 (das zur Ausführung und Ergänzung des Vertrages vom 9. November 1920 abgeschlossen wurde) geregelt. Ein einheitliches Zollgebiet bestand seit dem 1. Januar 1922, die Einheit des Wirtschaftsgebietes seit dem 1. April 1925.
Am 14. Juni 1922 gab sich Danzig eine Verfassung, die sich an der Weimarer Verfassung orientierte.
Die Polnische Gemeinde in der Freien Stadt Danzig vertrat von 1921 bis 1937 die politischen und kulturellen Interessen der polnischen Bevölkerung im Freistaat.

### Innenpolitische Entwicklungen Danzigs und Einflussnahme des Deutschen Reiches

Senatsflagge 1920–1939

Ein wichtiges Ereignis war die Wahl des dritten Volkstags am 13. November 1927. Im Vergleich zu 1923 brachte sie eine starke Kräfteverschiebung nach links, die Danziger Sozialdemokraten wurden mit 42 Sitzen zur stärksten Partei.
Der Senator (Minister) Bernhard Kamnitzer erwarb sich in der Finanz- und der Verständigungspolitik Verdienste. Die am 26. Januar 1928 dem Volkstag vorgelegte Erklärung der neuen Danziger Regierung entspannte das Danzig-polnische Verhältnis und führte im Februar 1929 zum Besuch des polnischen Ministerpräsidenten Kazimierz Bartel in Danzig. Im gleichen Jahr reiste eine Danziger Delegation unter Führung des Präsidenten Sahm in die Sowjetunion, um den Handel zwischen beiden Staaten zu beleben.
Der Kampf der Deutschnationalen gegen die Verständigungspolitik führte zur Vereinigung aller oppositionellen Kräfte, die schließlich 1930 den Sturz der Danziger Koalition und des Senatspräsidenten Heinrich Sahm bewirkten. Auch die polnische Regierung nahm unter dem Einfluss der Oberstengruppe von Józef Piłsudski nach dem Sturz des Kabinetts Bartel in Danziger Fragen eine harte Haltung ein. Für Danzig stellte die Konkurrenz des zügig ausgebauten polnischen Hafens in Gdingen eine Bedrohung dar. Der Danziger Handelshafen sank zum Speditionshafen für polnische Massengüter hinab, und der Hafen Gdingens drohte ihm den Rang abzulaufen. Der wirtschaftliche Niedergang, der durch die einsetzende Weltwirtschaftskrise noch beschleunigt wurde, führte zu einem Stimmungsumschwung in Danzig.
Die politischen Veränderungen in Danzig, aber auch in Polen und Deutschland, verschärften die Streitigkeiten. In allen drei Ländern hatte die wirtschaftliche Not die Bevölkerung radikalisiert. Vielfach wurden für wirtschaftliche und politische Misserfolge die Juden verantwortlich gemacht. In allen drei Ländern kam es 1930 zu Parlamentswahlen und zur Bildung neuer Regierungen.
In Polen gewannen die Danzig-feindlichen Gruppen die Oberhand, und nach zweijährigem Burgfrieden kam es erneut zu Protesten, zu Verhandlungen vor dem Völkerbund und dem Internationalen Gerichtshof, der schließlich zu Danzigs Gunsten entschied. In Danzig führten die Arbeitslosigkeit und der polnische Boykott des Danziger Hafens zu heftigen Angriffen gegen die Regierung und ihre Verständigungspolitik.
Im Sommer 1930 besuchte Hermann Göring Danzig, um die noch bedeutungslose NSDAP Danzigs zu unterstützen. Göring empfahl Adolf Hitler, den Reichstagsabgeordneten Albert Forster dauerhaft nach Danzig zu entsenden. Am 24. Oktober 1930 kam Forster in Danzig an und begann, als NSDAP-Gauleiter den Danziger Staat in einen nationalsozialistischen Vorposten zu verwandeln. Forster konnte als Deutscher in der Freien Stadt gemäß Danziger Verfassung und Danziger Staatsangehörigkeitsgesetz durch Annahme öffentlicher Ämter die Staatsbürgerschaft der Freien Stadt erwerben. Das berechtigte ihn auch, eine Wahlliste bei den Wahlen zum Volkstag anzuführen.
Vorfälle, die gegen die Interessen Danzigs, des Schutzbefohlenen des Völkerbundes, verstießen, hatte es seit der Restauration des Danziger Staates durch den Versailler Vertrag immer wieder gegeben. Konnten solche Konflikte nicht im Einvernehmen geklärt werden, musste der Internationale Gerichtshof in Den Haag in letzter Instanz entscheiden. Dieser Schutz versagte jedoch immer wieder, und so war Danzig binnen weniger Jahre zum Spielball deutscher und polnischer Interessen geworden.
Die Volkstagswahlen in Danzig vom 16. November 1930 ergaben eine Schwächung der bürgerlichen Parteien und einen Zuwachs der nationalsozialistischen Kräfte. Im neuen Volkstag, für den die Zahl der Abgeordneten von 120 auf 72 herabgesetzt worden war, hatten die Nationalsozialisten bei 16,4 % der Stimmen zwölf Abgeordnete und wurden zweitstärkste Partei. Am 7. Dezember führte Forster Koalitionsverhandlungen mit den Deutschnationalen, dem Zentrum und dem Nationalen Block. Das Ergebnis war eine Minderheitsregierung aus DNVP, Zentrum und Nationalem Block (unter Führung des Senatspräsidenten und DNVP-Abgeordneten Ernst Ziehm), die der Duldung der nationalsozialistischen Abgeordneten bedurfte.
Nach dem Amtsantritt der Regierung Ziehm kam es noch nicht zu offenen Feindseligkeiten gegenüber Juden. Der Terror der Nationalsozialisten richtete sich zunächst gegen die von ihnen als „Judenknechte“ diffamierten Sozialdemokraten. In ihrem Kampf um Vorherrschaft erhielten sie Unterstützung von deutschen Reichstagsmitgliedern der NSDAP, die auf dem Langen Markt oder dem Wiebenwall Brandreden hielten, und durch die Bildung von nationalsozialistischen Zellen in Berufsorganisationen, Beamtenverbünden, Fabriken, Kaufhäusern, Sport- und Jugendvereinen. In den ersten vier Monaten des Jahres 1931 meldeten die Danziger Zeitungen rund 80 politisch motivierte Schlägereien, bei denen 4 Personen getötet und weitere 120 verletzt oder misshandelt wurden. Die Regierung Ziehm duldete diese Vorfälle, da sie von der Unterstützung der nationalsozialistischen Abgeordneten abhängig war. Die Schlägereien gingen von der so genannten Sturmabteilung der Nationalsozialisten unter ihrem Anführer Max Linsmayer aus. Im Dezember 1931 kam dabei erstmals ein SA-Schläger ums Leben, der nun zum Märtyrer und „Blutzeugen“ eines Mordes durch kommunistische und sozialistische „Untermenschen“ stilisiert wurde.
Am 21. Juni 1931 führte der Terror zu offenen Zusammenstößen mit den Sozialdemokraten, bei denen acht Nationalsozialisten schwer verletzt wurden. Die NSDAP nahm diesen Vorfall zum Anlass, das Verbot der linksgerichteten Zeitung Danziger Volksstimme zu fordern, die für die „Überfallsucht der marxistischen Verbrecherhorden auf unsere wehrlosen Leute“ verantwortlich gemacht wurde. Ferner forderte sie die Bestrafung der Polizisten, die sich „wie wilde Tiere“ gegenüber den Nationalsozialisten verhalten und „den Verbrechern geholfen“ hätten. Den Juden wurde unterstellt, Waffen an die „Arbeiterschutzformation“ geliefert zu haben.
Zum Jahresende 1932 erreichte die Arbeitslosigkeit im Danziger Staat einen Höchststand (fast 41.000 Arbeitslose bei knapp 400.000 Einwohnern). Obwohl die Danziger Juden vom wirtschaftlichen Niedergang besonders betroffen waren, verzeichnete die jüdische Gemeinde einen stetigen Zuzug arbeitssuchender polnischer Juden. Die Verschlechterung der Lage der Danziger Juden, zu der auch der Aufruf der Nationalsozialisten (u. a. im „Danziger Vorposten“) zum Boykott jüdischer Geschäfte beitrug, spiegelte sich im Haushalt der Gemeinde wider. Hatte diese 1931 noch etliche Dienstleistungen auf sozialem Gebiet und im Bildungssektor finanziert (Entlohnung nichtbeamteter Lehrkräfte, Finanzierung von Lehrvorträgen in der Synagoge, Unterstützung des polnisch-jüdischen Vereins Perez, Deutschkurse für Zuwanderer, Zuschüsse für den Synagogenbau in Langfuhr), so war sie 1932 trotz wachsender Aufgaben zu Ausgabenbeschränkungen gezwungen. Fünf Banken forderten die Rückzahlung von Schulden, und das Finanzamt erwartete die Zahlung gestundeter Steuern. Am 16. Juni 1932 hatten deswegen Mitglieder des Gemeindevorstandes eine Unterredung mit dem Senatspräsidenten, um die Erhöhung der Unterrichtsbeiträge und den Erlass der gestundeten Steuern vorzuschlagen. Der Senat teilte seine grundsätzliche Bereitschaft zur Hilfe mit, erwartete aber eine strenge Haushaltsdisziplin.

### Die Machtübernahme der Nationalsozialisten im Jahr 1933

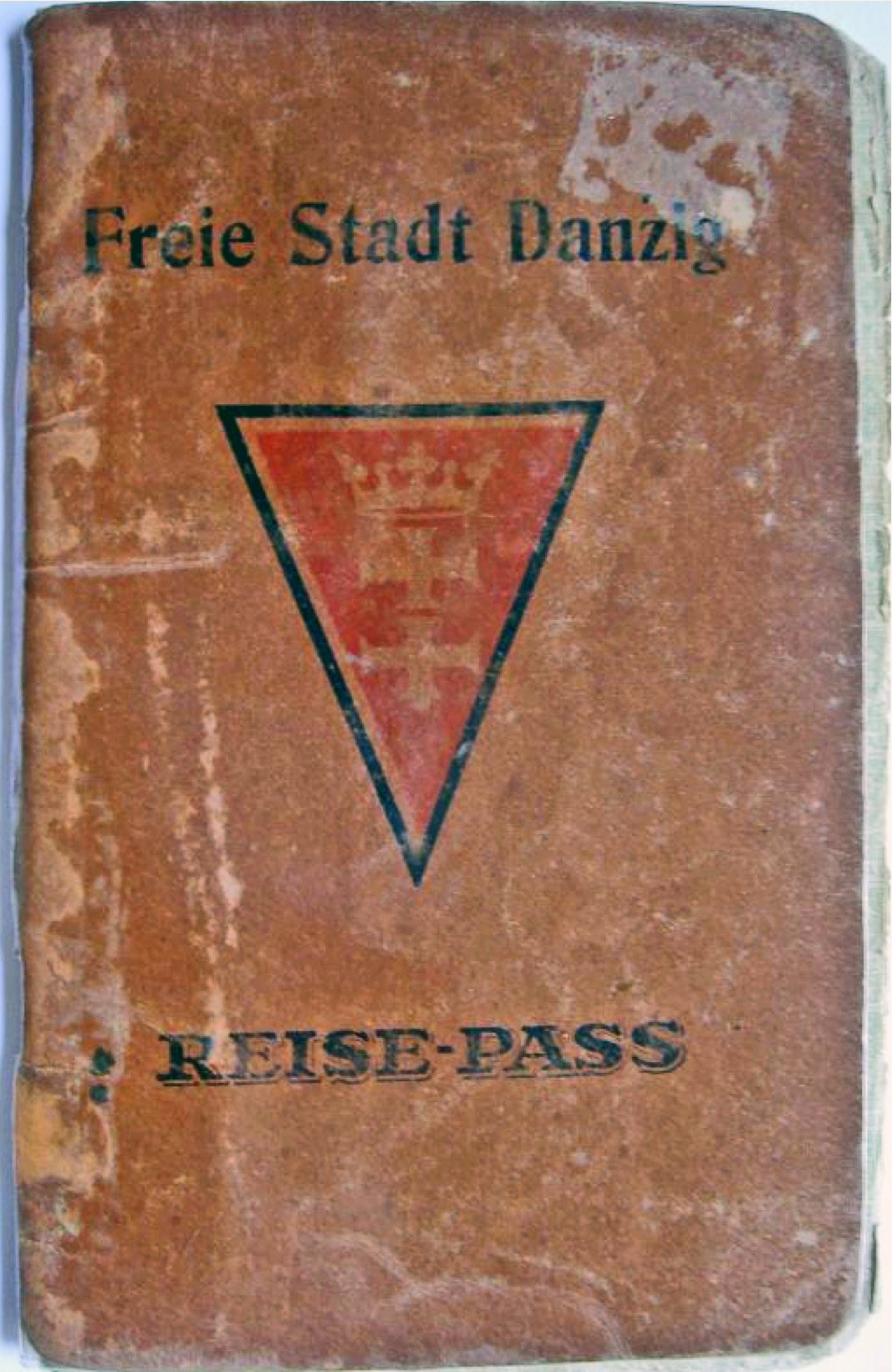
Danziger Reisepass

Die Stadt war eine der Hochburgen von Deutschkonservativen und später von nationalsozialistischen Gruppen. Bereits bei den Wahlen am 16. November 1930 wurde die NSDAP der Freien Stadt Danzig (de jure zu unterscheiden von der NSDAP im Reich) zur zweitstärksten Partei, mit der Wahl vom 28. Mai 1933 erlangten die Nationalsozialisten im Volkstag die absolute Mehrheit. Ab Juni 1933 hatte Danzig eine nationalsozialistische Regierung, zunächst unter Senatspräsident Hermann Rauschning, ab November 1934 unter Arthur Greiser. Die Nationalsozialisten bauten ihren Stimmenanteil in der Wahl 1935 noch weiter aus, erreichten jedoch nicht die für eine Verfassungsänderung erforderliche Zweidrittelmehrheit.
Der Machtausbau der Nationalsozialisten berührte nicht den Souveränitätsstatus der Freien Stadt, was im Rahmen des deutsch-polnischen Nichtangriffspaktes vom 26. Januar 1934 bekräftigt wurde.
Als der Führer der Danziger NSDAP, Forster, mit der Parole „Danzig muss nationalsozialistisch werden“ Neuwahlen forderte, wurden durch eine Verordnung der deutschnationalen Regierung vom 24. März 1933 sämtliche Demonstrationen, einschließlich einer geplanten Kundgebung mit Joseph Goebbels, verboten. Senatspräsident Ziehm versuchte in einer Unterredung mit Hitler und dem Hinweis auf den Genfer Völkerbund, die Nationalsozialisten zu einer Mäßigung zu bewegen.
Der jedoch faktisch den Einfluss der Danziger NSDAP über den Senat ausbauende Forster begann entgegen Hitlers Versprechen, seinen Kampf gegen diese Regierung und Opposition zu führen. Somit setzte in der Freien Stadt Danzig mit nur kurzem zeitlichen Abstand ein mit dem Deutschen Reich vergleichbarer Machtausbau der Nationalsozialisten ein. Am 13. April 1933 bewirkten die Nationalsozialisten die Auflösung des Volkstages zwecks Neuwahl. In den Wochen vor der Wahl vom 28. Mai 1933 kam es zu einigen gewaltsamen Vorfällen zwischen den rivalisierenden politischen Gruppierungen.
Zu den Gewaltmaßnahmen der Nationalsozialisten gehörte die von Berlin diktierte Gleichschaltung der Gewerkschaften, die gegen den Widerstand der Arbeiterschaft durchgesetzt wurde. Den Einspruch der jüdischen Anwälte Kamnitzer und Lewy lehnten die Gerichte ab. Auch die Proteste des Hohen Kommissars des Völkerbundes und des polnischen Vertreters in Danzig blieben folgenlos. Allerdings erhielt der Hohe Kommissar am 14. Mai 1933 vom NSDAP-Gauleiter Forster und dem Senatspräsident sowie zugleich stellvertretenden NSDAP-Gauleiter Hermann Rauschning, der die nationalsozialistische Wahlliste anführte, die Zusicherung ihrer Partei, im Falle eines Wahlsieges die unter dem Schutz des Völkerbundes stehende Danziger Verfassung und die mit Polen bestehenden Verträge zu beachten und freundschaftliche Beziehungen zu Polen zu pflegen. Die Wahlen am 28. Mai 1933 ergaben für die Nationalsozialisten 50,3 % (107.331 gegen 106.797 Stimmen der Opposition), somit eine absolute, aber keine Zweidrittelmehrheit.
Die Politik des seit 1933 nationalsozialistisch dominierten Danziger Senats führte, anders als im Reich, keineswegs zur Verbesserung der wirtschaftlichen und sozialen Notlage in der Freien Stadt Danzig, sondern vielmehr zu ihrer Verschlechterung und Verschärfung. Dies verlangsamte den Aufwärtstrend der Popularität der Nationalsozialisten in der Danziger Wählerschaft, wie die Wahlergebnisse von 1935 zeigten. Bei diesen Wahlen verfehlte die NSDAP zu ihrer breit belegten Fassungslosigkeit mit 59,31 % erneut die für eine Verfassungsänderung erforderliche Zweidrittelmehrheit. Das mit bis zu 90 % selbst prognostizierte Ziel wurde demnach zu mehr als einem Drittel unterschritten – trotz aufwändiger und aggressiver Propagandaveranstaltungen. Zeugenberichten zufolge unterbrach der Danziger NSDAP-Gauleiter Forster auf spektakuläre Art seine Rundfunkverkündung des unerwarteten Wahlergebnisses, indem er seinen Satz abbrach, wonach eine peinliche Pause folgte. Daraufhin verkündete der Rundfunksprecher ohne jede Überleitung „Wir bringen jetzt Marsch- und Tanzmusik“ und legte diese auf.

#### Antijüdische Politik
Die Rechte der Juden waren u. a. in der Konfessionsfreiheit der Danziger Verfassung verankert. Eine Erklärung der Nationalsozialisten enthielt die Zusicherung, die vom Völkerbund und den alliierten Mächten garantierte Danziger Verfassung getreu zu beachten. Schon am Tage nach der Wahl versicherte Rauschning bei einem Presseempfang nochmals, dass er die Verfassung und die bestehenden Verträge als Grundlage für die Unabhängigkeit der Freien Stadt Danzig ansehe. Die Danziger Bevölkerung konnte also hoffen, dass die Nationalsozialisten angesichts des internationalen, neutralen Status des Danziger Staates mit entsprechender Zurückhaltung regieren würden.
Schließlich stand als letzte Instanz auch die Beschwerde beim Völkerbund, dem Hüter der Danziger Verfassung, immer noch offen. Die von Rauschning propagierte Friedenspolitik entsprach durchaus seiner persönlichen Überzeugung. Aus reinen Nützlichkeitserwägungen entsprach sie auch den Absichten Hitlers, der zu diesem Zeitpunkt aus politischem Kalkül in Danzig Frieden halten wollte. Bald musste Rauschning jedoch erkennen, dass es unmöglich war, eine von der Partei unabhängige Staatspolitik zu betreiben.
Im Parteiprogramm der NSDAP wurde schon 1920 die Ausweisung der nach 1914 eingewanderten Juden gefordert. In den ersten Jahren des Nationalsozialismus schien hingegen in der Freien Stadt Danzig die Sicherheit der polnischen Juden international verbürgt. Diese konnten jederzeit durch den polnischen Vertreter in Danzig den Schutz ihrer Regierung anrufen. Diese Situation führte in den Jahren 1933–1936 zu einem überraschenden Wachstum der jüdischen Bevölkerung in Danzig.
1933 waren die Nationalsozialisten noch nicht in der Lage, die im Deutschen Reich schon geltenden Ausnahmegesetze gegen die Juden auch in Danzig durchzusetzen. Allerdings versuchten sie, den reichsweiten Judenboykott vom 1. April 1933 in Danzig nachzuahmen. SA-Männer verteilten Flugblätter und überwachten jüdische Läden. Diese Aktion hatte weder die Genehmigung der Regierung noch die aktive Unterstützung der Danziger Polizei. Dieser Boykott fand auch bei der Danziger Bevölkerung keine Resonanz. Anders als im Reich gab es in der Freien Stadt Danzig keine Ausschreitungen, Schließungen von Läden oder persönliche Belästigungen von Käufern.
Am 2. Juni 1934 verkündete Forster vor Tausenden von Zuhörern in der Sporthalle: „Was die Judenfrage betrifft, so seien sie sicher, dass wir den Juden nicht vergessen haben. Der Tag wird kommen, an dem es nötig sein wird, ihm das Recht wieder zu nehmen, das ihm eine Zeit unnatürlichen Denkens gewährt hat.“
Bis zum Jahre 1935 verschlechterte sich die Lage der jüdischen Danziger kontinuierlich, alle Beschwerden der Gemeinde an den Senat waren vergeblich und alle Verhandlungen mit Senatspräsident Greiser aussichtslos. In dieser ernsten Lage konnte nur noch der Völkerbund helfen, und der Hohe Kommissar musste in Anspruch genommen werden. Am 18. Januar 1935 wurde vor dem Völkerbund in Genf die Beschwerde Danziger katholischer Geistlicher behandelt. Am 21. Februar 1935 wurde die Auflösung des Danziger Volkstages beschlossen und Neuwahlen für den 7. April 1935 festgesetzt. Die Nationalsozialisten hofften auf eine Zweidrittelmehrheit, um die Verfassung ändern zu können und dann ungehindert die völlige Ausschaltung der Opposition zu betreiben. Trotz enormer Wahlpropaganda und übelster Terrormaßnahmen, die der Hohe Kommissar nicht verhinderte, blieb der erwünschte Erfolg jedoch aus.
Am Tage nach der Wahl erging eine Petition der jüdischen Danziger an den Hohen Kommissar. Sie beschränkte sich auf die Angabe verfassungswidriger Tatsachen. Was der Hohe Kommissar in seinem Jahresbericht angedeutet hatte, wurde nun durch die Beschwerde und Darlegung zahlreicher Einzelfälle eindeutig belegt. Die Petition endete mit der Feststellung, dass die verfassungsmäßigen Rechte der Danziger Juden nicht mehr gewahrt seien. Es wurde beantragt, die Gleichberechtigung der Danziger Juden wiederherzustellen und neun seit 1933 erlassene Verordnungen als verfassungswidrig zu annullieren. Die Petition wurde vom Senat als lächerlich, übertrieben und unwahr zurückgewiesen.
In Polen genossen die Juden offiziell die bürgerliche Gleichberechtigung, wurden aber wie andere Minderheiten Polens von den herrschenden Kreisen unterdrückt. Während in Deutschland die „Nürnberger Gesetze“ die deutschen Juden zu Flucht und Auswanderung zwangen, waren es in Polen die wirtschaftlichen Verhältnisse und die politischen Spannungen. Das waren auch die Gründe dafür, dass Danzig 1936 eine neue jüdische Einwanderungswelle erlebte, sowohl aus Deutschland als auch, sogar mehrheitlich, aus Polen. Die Belastungen für die jüdischen Danziger wurden immer größer, denn nach ihrer Ausschaltung aus dem öffentlichen Stadtleben verminderten sich ihre Einnahmen, und die jüdische Gemeinde konnte die Flüchtlinge zunehmend schwerer sozial versorgen.
Hermann Segal gründete in Danzig 1936 die Neue Zionistische Organisation (NZO) und ihre Jugendgruppe Betar, deren jugendliche Mitglieder auf eine Auswanderung nach Palästina militärisch vorbereitet wurden. In überfüllten Versammlungen forderte Segal den Widerstand gegen die britische Politik im 1920 überantworteten Völkerbundsmandat für Palästina. Diese Bewegung stieß jedoch bei den heimattreuen jüdischen Danzigern auf keine Unterstützung, sie setzten weiterhin ihr Vertrauen auf die Schutzverpflichtung durch die Alliierten und den Völkerbund. Die Jewish Agency gründete in Danzig im gleichen Jahr die Hachschara, ein Erziehungslager für die Jugend, die jedoch nicht militärisch als Kämpfer, sondern als Pioniere für die Aufbauarbeit in Eretz Israel ausgebildet wurde.
Polen steuerte selbst auf eine autoritäre Regierungsform zu und ließ antisemitische Tendenzen aufkommen: An den polnischen Universitäten wurden 1937 Ghettobänke für jüdische Studenten eingerichtet.
Ab 1937 waren auch die Juden in Danzig in aller Härte Liquidationen und Beschlagnahmungen ausgeliefert. Die letzten 100 Seiten des „Danziger Staatsanzeigers“ für 1937 belegen, wie man versuchte, die jüdischen Eigentümer loszuwerden, ihr Vermögen jedoch zu behalten. Da die Aufforderung der Nationalsozialisten zum Boykott jüdischer Geschäfte bei den Danzigern wenig Beachtung fand, wandte Forster drastischere Mittel an. An den beiden letzten Sonntagen vor Weihnachten ließ er vor jüdischen Geschäften Braunhemden postieren, um die Danziger Kundschaft vom Betreten der Läden abzuhalten.
Wurde bis Oktober 1937 die Auswanderung noch als eine nervöse Überreaktion angesehen, so war sie nunmehr ein dringliches Problem. Von circa 11.000 Danziger Juden sahen sich innerhalb eines Jahres 4.000 genötigt, die Stadt zu verlassen, zunächst in drei unterschiedlichen Gruppen: Mittellose polnische Juden, die nach Polen zurückwanderten; wohlhabende Juden, die sich in Palästina, Amerika oder in anderen westlichen Ländern eine neue Heimat suchten; Jugendliche, die im westlichen Ausland ihre Schule abschließen, eine neue Existenz gründen oder sich als Pioniere am Aufbau eines jüdischen Gemeinwesens in Palästina beteiligen wollten. Da die Gemeinde nicht in der Lage war, die Auswanderung finanziell abzudecken, erklärten die internationalen jüdischen Organisationen Joint, HIAS und HICEM sich hierzu bereit.
Noch wichtiger als die Geldmittel waren jedoch gültige Ein- und Ausreisepapiere. Hier hat die Danziger Fremdenpolizei unter der Leitung von Polizeirat Heribert Kammer wertvolle Dienste geleistet. Die konsularischen Vertretungen verlangten nämlich vor Ausstellung eines Visums ein Führungszeugnis. Da ein Teil der jüdischen Kaufleute sich jedoch geringfügiger Vergehen strafbar gemacht hatte, hätten sie kein Visum bekommen. Eigenmächtig handelte Polizeirat Kammer, indem er Führungszeugnisse ausstellte, die keine Hinweise auf Unregelmäßigkeiten enthielten, und vielen damit die Ausreise erleichterte.

#### Weitere Maßnahmen
Rauschnings Politik der Annäherung an Polen führte zu den Abkommen vom 8. August 1933. Sie sicherten eine gerechtere Ausnutzung des Danziger Hafens durch Polen und vermehrten die Rechte der polnischen Minderheit in Danzig erheblich. Als Hitler dann im Januar 1934 den Nichtangriffspakt mit Polen schloss, verschwanden die Danzig-polnischen Streitfragen, von denen noch 35 dem Hohen Kommissar zur Entscheidung vorlagen, von der Tagesordnung. Die jüdischen Danziger, die seit Monaten die antijüdische Gesetzgebung im Deutschen Reich mit Entsetzen verfolgten, schöpften neuen Mut und neue Hoffnung.
Diese Zeit des äußeren Friedens wurde von Forster und Arthur Greiser geschickt genutzt, die Gleichschaltung Danzigs weiterzuführen. Forster war weder Danziger Bürger noch Regierungsmitglied. Er setzte seine illegalen Maßnahmen nicht über die Gesetzgebung um, sondern diktierte seine Verordnungen über seine Partei und seine Anhänger im Senat. Der Justizsenator Wiers erklärte hierzu, dass man in Danzig keine Gesetze wie in Deutschland machen könne, dass aber Maßnahmen zu dem gleichen Erfolg führen würden. Geduldet und entschuldigt wurden diese Maßnahmen vom Präsidenten Hermann Rauschning, auch wenn sie eventuell nicht seinen eigenen Anschauungen entsprachen.
Grundlage für alle Verordnungen war das am 24. Juni 1933 mit 50 gegen 19 Stimmen vom Volkstag beschlossene Ermächtigungsgesetz, das bis zum 30. Juni 1937 in Kraft bleiben sollte. Am 30. Juni 1933 erging die „Rechtsverordnung betreffs Maßnahmen zur Erhöhung der öffentlichen Sicherheit und Ordnung“. Sie erstreckte sich auf alle Bereiche politischer, wirtschaftlicher, sozialer und kultureller Betätigung und enthielt auch Bestimmungen zum Vereinsrecht und Verbot von Zeitungen und Druckschriften.
Die „Schutzhaft“ wurde eingeführt: Personen konnten „zum eigenen Schutz“ ohne Gerichtsurteil bis zu drei Monate in Haft genommen werden. Als Forster im „Vorposten“ drohte, den Vorsitzenden der Sozialdemokratischen Partei der Freien Stadt Danzig, Arthur Brill, „lynchen“ zu lassen, hob der Volkstag am 23. August 1933 mit 31 zu 29 Stimmen dessen Immunität auf und machte damit den Weg frei zu dessen „Schutzhaft“. Alle Verordnungen hatten das Ziel, Danzig zu unterdrücken, gleichzuschalten, Oppositionelle aus ihren Ämtern zu entfernen und die Juden systematisch zu entrechten.
Am 2. Mai 1935, kurz nach der Volkstagswahl in Danzig 1935, zeigte sich die Unfähigkeit der Nationalsozialisten auf wirtschaftlichem Gebiet, denn der Senat war zur Abwertung des Danziger Guldens um 42,37 % gezwungen. Um den Zorn der Bevölkerung abzulenken, machten Greiser und Forster in öffentlichen Reden und im „Danziger Vorposten“ hierfür die Juden verantwortlich. Forster forderte die Zerschmetterung der Opposition, die im Laufe des Jahres dann auch vollzogen wurde.
Die jüdische Beschwerde hatte alle Instanzen des Völkerbundes, einen eigens hierfür gebildeten Juristenausschuss und den höchsten Gerichtshof beschäftigt, ohne dass eine klare Entscheidung ergangen war. Das Gegenteil war der Fall. Um sich nicht mehr mit der Danziger Innenpolitik beschäftigen zu müssen, bestimmte der Völkerbund hierfür ein Dreierkomitee, Großbritannien, Frankreich und Portugal (später Schweden). Dieses wiederum überließ es Polen, auf Danzigs politische Entwicklung beruhigend einzuwirken. Im Oktober 1936 legte der Hohe Kommissar Seán Lester vorzeitig sein Amt nieder, am 14. Oktober wurde die Sozialdemokratische Partei der Freien Stadt Danzig mit allen ihren Organisationen aufgelöst und verboten.

#### Beziehungen zu Völkerbund und Polen
Polen war vom Völkerbund beauftragt worden, aufgrund seiner freundschaftlichen Beziehungen zum Reich und in Wahrung seiner Interessen in Danzig die Lage in der Freien Stadt Danzig zu regeln. Es hatte in seinem Freundschaftsbündnis mit dem Deutschen Reich seine bisherige Taktik gegenüber dem Danziger Staat völlig geändert. Während es bisher peinlichst genau auf die Wahrung der Danziger Verfassung geachtet hatte, vertrat es nunmehr den Standpunkt, dass die Danziger Fragen in erster Linie zwischen Deutschland und Polen zu regeln seien und der Völkerbundsrat keinen Grund zum Einschreiten habe, solange Polen sich nicht beschwert fühle. Polen wollte seine politischen und wirtschaftlichen Rechte in Danzig wahren, seine vermeintliche Freundschaft mit Deutschland aber nicht durch Einmischung in die inneren Angelegenheiten Danzigs gefährden. Es untergrub die Autorität des Völkerbundes und verhinderte dadurch ein wirksames Eingreifen des Hohen Kommissars.
Auch die polnische Minderheit in Danzig lehnte die Unterstützung des Danziger Widerstandes gegen die Nationalsozialisten ab und war nur auf die Wahrung ihrer Minderheitenrechte in Danzig bedacht. Dies galt ebenso für die polnischen Juden, denn auch ihnen wurde durch die diplomatische polnische Vertretung in Danzig Schutz gewährt.

#### Opposition und Widerstand gegen den Nationalsozialismus
Die Nationalsozialisten forcierten auch in Danzig die Ausschaltung jeglicher Opposition. Arthur Greiser erklärte am 31. Oktober 1933, dass Anhänger der Zentrumspartei Staatsfeinde und somit als Beamte unerwünscht seien. Gegen diese Hetze setzten sich Katholiken und Sozialisten in ihren Zeitungen zur Wehr. Daraufhin wurden die „Landeszeitung“ und die „Volksstimme“ verboten und die Schreiber in polizeiliche Vorbeugehaft genommen. Appelle an den Hohen Kommissar blieben erfolglos. Am 28. Mai 1934 wurde auch die KPD verboten, diese konnte jedoch als Liste Plenikowski bei den Volkstagswahlen 1935 noch einmal antreten.
In seinem Beschluss vom 23. September 1935 entschied der Völkerbundsrat, dass die in den Beschwerden aufgezeigte Lage zu verändern sei und der Hohe Kommissar hierüber berichten solle. Diesen Wünschen und Empfehlungen des Völkerbundrates folgten jedoch keine Zusicherungen seitens des Senats. Stattdessen erklärte Greiser, dass der Senat nicht beabsichtige, dauernd vor dem Völkerbundrat zu erscheinen, nur weil unzufriedene Danziger Kreise Zuflucht in Genf suchten. Der Rat täte besser daran, sich um den abessinischen Konflikt zu kümmern, als sich in die inneren Angelegenheiten Danzigs einzumischen. Diese offene Herausforderung fand keine Zurechtweisung durch den Völkerbund.
Die Entwicklung in den Jahren 1935 und 1936 hat trotz des Hohen Kommissars und des Völkerbundes, trotz Widerstandes gegen die Nationalsozialisten und Beschwerden an den Völkerbund die Freie Stadt Danzig dem Berliner Diktat unterworfen und die nationalsozialistische Herrschaft gefestigt. Die Gleichschaltung erfolgte durch die Gesetzgebung, Verwaltungsverordnungen, Terror und Gewalt. Danzig als Mandatsstaat des Völkerbundes wurde von seinen Verbündeten allein gelassen und zum Spielball deutsch-polnischer Machtkämpfe gemacht.
Als 1936 die Danziger Opposition sich vom Völkerbund verlassen sah und in einem letzten verzweifelten Schritt Hilfe von Polen ersuchte, wurde diese Hilfe nicht nur verweigert, sondern ließ der polnische Minister Józef Beck sogar in Berlin erklären, dass Polen nicht beabsichtige, sich in die Danziger Innenpolitik einzumischen. Am 7. Juli 1936 wurde die Danziger Volksstimme (Tageszeitung der Danziger SPD) verboten, am 14. Oktober 1936 auch die SPD selbst.
Nach der vorzeitigen Abdankung des Völkerbund-Hauptkommissars Seán Lester regierte Hitler de facto Danzig, und die Berliner Gestapo kommandierte die Danziger Polizei. Mitte Mai 1937 wurde die Deutschnationale Partei aufgelöst und am 22. Oktober 1937 wurde die Zentrumspartei verboten.
Als Nachfolger für Seán Lester wurde der Schweizer Professor Carl Jacob Burckhardt vom Völkerbund zum Hohen Kommissar in Danzig berufen, der als Hoffnungsträger für die Danziger antinationalsozialistische Opposition angesehen wurde. Die Erwartungen der Opposition, die u. a. Neuwahlen forderte, wurde aber auch von Burckhardt nicht erfüllt.
Im Oktober 1937 wurde der letzte ernsthafte Widerstand der Danziger Opposition durch die Nationalsozialisten gebrochen, ohne wirksame Abwehr durch den Hohen Kommissar des Völkerbundes. Auch Polen versagte Danzig jegliche Unterstützung. Am 23. August 1939 setzte der Senat den bisherigen Danziger Gauleiter der NSDAP, Albert Forster, unter Bruch der Verfassung als „Staatsoberhaupt“ der Freien Stadt Danzig ein. Ein derartiges Amt war in der Danziger Verfassung nicht vorgesehen.

### Zweiter Weltkrieg
Das nationalsozialistische Deutschland begann am 1. September 1939 den Überfall auf Polen. Im Gefecht um das polnische Postamt in Danzig eroberten Truppen der SS-Heimwehr Danzig erst nach Einsatz von Panzern, Artillerie und Flammenwerfern die polnische Post – ein Ereignis, dem Günter Grass zwei Kapitel seines Romans Die Blechtrommel widmete.
Mit Kriegsbeginn übernahm Albert Forster als per „Senatsgesetz“ ernanntes Staatsoberhaupt und Gauleiter unter Aufhebung der Danziger Verfassung die gesetzgebende Gewalt; das Armeeoberkommando 3 erhielt die vollziehende Gewalt über Danzig. Durch Staatsgrundgesetz vom selben Tage erklärte er das Gebiet der Freien Stadt Danzig zum Bestandteil des Deutschen Reiches. Der Anschluss wurde sogleich durch das vom Reichstag beschlossene Gesetz über die Wiedervereinigung der Freien Stadt Danzig mit dem Deutschen Reich vollzogen. Die Eingliederung der vormals Freien Stadt in das deutsche Staatsgebiet, verkündet von Forster, erfolgte als vorgebliche Verfassungsabänderung unter Verfassungsbruch gemäß Art. 49 DanV und war damit völkerrechtswidrig (keine Zustimmung des Völkerbundes). Im späteren Verlauf ging sie am 26. Oktober 1939 im neuen Reichsgau Westpreußen, später in Danzig-Westpreußen auf.
Mit Kriegsbeginn begannen in der Freien Stadt Danzig Massenverhaftungen. Am ersten Kriegstag wurden etwa 1500 Personen festgenommen; ungefähr 1000 wurden in der Viktoriaschule interniert. Opfer der Verhaftungen wurden meist Polen, die aktiv am Leben des Kleinstaats beteiligt waren, unter ihnen Lehrer, Ärzte, Priester sowie Mitglieder von polnischen Organisationen in Danzig. Neben den Vereinen der Polonia waren das vor allem die Polnische Post und der Danziger Hafen. Die Listen der „unerwünschten polnischen Elemente“ hatten die Danziger Nationalsozialisten seit 1936 angelegt.
Etwa 600 in der Stadt verbliebene jüdische Einwohner kamen in der Folge in Konzentrationslager und Ghettos.

### Internierungslager auf dem Gebiet der Freien Stadt Danzig
- Zivilgefangenenlager Neufahrwasser in Danzig
- Viktoriaschule in Danzig
- Gefängnis Schießstange in Danzig
- Zivilgefangenenlager Stutthof, später SS-Sonderlager und KZ
- Zivilgefangenenlager Grenzdorf in Grenzdorf B, später Außenstelle Grenzdorf des KZ Stutthof.

### Nach Kriegsende
Am Ende des Kriegs wurde Danzig von den Alliierten nicht als besetztes Land behandelt, wie etwa Österreich, Sudetenland und das vergleichbare Memelland, sondern als Teil des Deutschen Reiches. Das Gebiet der Freien Stadt Danzig wurde am 30. März 1945 in die polnische Woiwodschaft Gdańsk und mit dem Gesetz vom 11. Januar 1949 in die polnische Staatsverwaltung eingegliedert.
Argumentationsgrundlage hierfür gaben dem polnischen Staat die Verwaltungsbestimmungen des Potsdamer Abkommens vom 2. August 1945 (Punkt IX.b, Supplement Nr. 1, Berlin 1946, S. 3–20), das eine spätere friedensvertragliche Regelung vorsah. Laut einer Antwort der Bundesregierung aus dem Jahr 2000 „hat sich [mit Abschluss des Zwei-plus-Vier-Vertrages] nach Einschätzung der beteiligten Mächte die Frage einer weiteren friedensvertraglichen Regelung der Folgen des Zweiten Weltkrieges erledigt.“
Im Umfeld des für sich die Vertretungslegitimität der 1920 gebildeten Freien Stadt Danzig ab 1947 beanspruchenden Rates der Danziger (Exilorgan mit Sitz in Deutschland) wird die Ansicht vertreten, dass sich die Aussage der deutschen Bundesregierung diesbezüglich allein auf das Verhältnis zwischen Deutschland und Polen beziehen kann. Dies begründet der Rat der Danziger unter anderem damit, dass kein Organ der Freien Stadt Danzig vertragschließender Teil in dem bezugnehmenden Vertrag gewesen sei und sie auch nicht in die Zuständigkeit dieser beiden Staaten gehörte; dies habe die Bundesregierung in ihrer oben genannten Antwort zuvor eingeräumt:

„[…] Danzig hat seit der friedensvertraglichen Regelung nach dem Ersten Weltkrieg nicht mehr zu Deutschland gehört, woran auch die zeitweilige Annexion im Zweiten Weltkrieg aus heutiger völkerrechtlicher Sicht nichts ändert. In Bezug auf die Entwicklung des völkerrechtlichen Status von Danzig hat die Bundesrepublik Deutschland daher mangels völkerrechtlicher Zuständigkeit keine rechtserheblichen Handlungen vornehmen können. In Abschnitt IX des Protokolls der Potsdamer Konferenz vom 2. August 1945 hatten die drei Siegermächte die ‚frühere Freie Stadt Danzig‘ vorbehaltlich einer endgültigen friedensvertraglichen Regelung polnischer Verwaltung unterstellt. […]“

In der aktuellen völkerrechtlichen und politologischen Diskussion wird der heutige Status der Freien Stadt Danzig als de facto wegen Ersitzung untergegangen oder als de jure wegen Staatensukzession weiterbestehend behandelt.

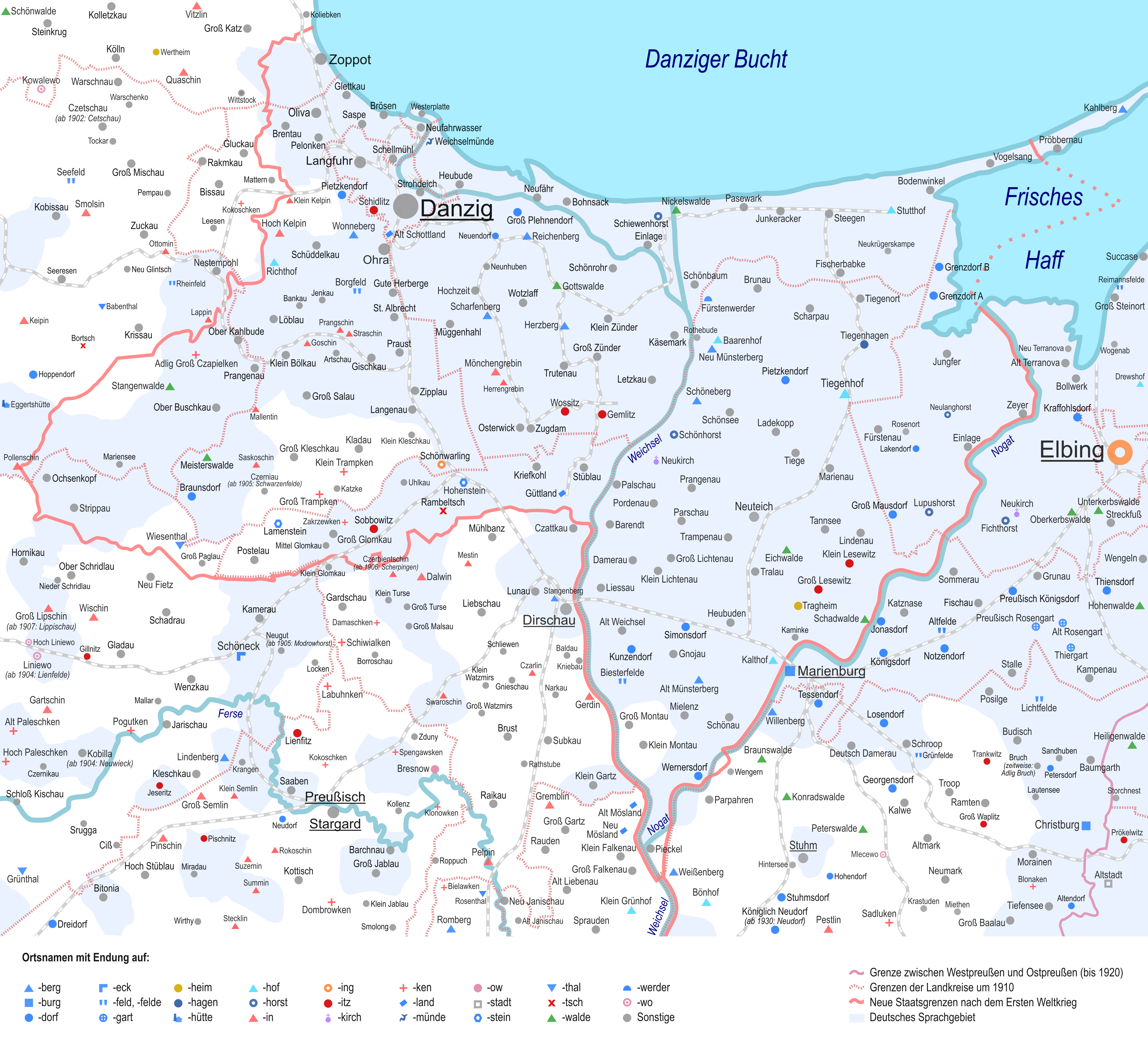
Die deutschen Ortsnamen in der Freien Stadt Danzig und in angrenzenden Gebieten

## Staatsgebiet
Das Danziger Staatsgebiet umfasste 1950 km² einschließlich 58 km² Wasserfläche des Frischen Haffs. Die Grenze hatte eine Länge von 290,5 km, davon entfielen auf die Seegrenze 66,35 km. Im Westen und Süden grenzte das Gebiet an Polen, im Osten an Deutschland (an die preußische Provinz Ostpreußen).

## Staatswappen
Das traditionelle Wappen Danzigs wurde übernommen. Es zeigt im roten Schilde zwei übereinanderstehende silberne Kreuze, über denen eine goldene Krone schwebt. Das Wappen wurde in ähnlicher Form, aber anderen Farben auch für Briefmarken verwendet.

## Staatsstruktur

### Verfassung
Der Verfassungsentwurf vom 11. August 1920 trat in der Fassung der Neubekanntmachung vom 14. Juni 1922 in Kraft.
Die gesetzgebende Körperschaft, der Volkstag, wurde nach dem allgemeinen Verhältniswahlrecht gewählt und bestand aus 120 Mitgliedern. Die Wahl der Abgeordneten erfolgte auf vier Jahre.
Die Regierung und oberste Landesbehörde war der Senat, der vom Volkstag gewählt wurde. Er bestand aus dem Präsidenten des Senats und sieben Senatoren im Hauptamt (auf vier Jahre gewählt) und dem stellvertretenden Präsidenten und 13 Senatoren im Nebenamt (auf unbestimmte Zeit gewählt).
Gliederung des Senats: 11 Abteilungen:
1. Präsidialabteilung und Auswärtige Angelegenheiten
2. Abteilung des Innern
3. Abteilung für Kirchliche Angelegenheiten
4. Abteilung für Betriebe, Verkehr und Arbeit
5. Finanzabteilung
6. Abteilung für Handel und Gewerbe
7. Justizabteilung
8. Abteilung für Landwirtschaft, Domänen und Forsten
9. Abteilung für Öffentliche Arbeiten
10. Abteilung für Soziale und Gesundheitliche Angelegenheiten
11. Abteilung für Wissenschaft, Kunst und Volksbildung

Anfang 1926 hatten die Parteien im Volkstag folgende Anzahlen an Abgeordneten:
- 34 Deutsch-national
- 28 SPD (Sozialdemokratische Partei der Freien Stadt Danzig)
- 16 Zentrum
- 12 Liberale
- 9 Kommunisten
- 7 Deutschsoziale
- 5 Deutsch-Danziger Volkspartei
- 5 Polen
- 4 Freie

War es zuvor der Magistrat (die Stadtregierung), der wie auch in anderen preußischen Städten die Gemeindeangelegenheiten regelte, so war es jetzt der Senat, der für die Angelegenheiten des Staates verantwortlich war. Ihm zur Seite stand die Stadtbürgerschaft, die vom Volkstag gewählt wurde. In den übrigen Städten des Staatsgebietes bestanden Magistrate und Stadtverordnetenversammlungen wie zu preußischer Zeit.
Ein Staatsoberhaupt war nicht vorgesehen. Am 6. Dezember 1920 erklärte sich die Verfassunggebende Versammlung jedoch zum Volkstag mit einer Amtsdauer bis zum 31. Dezember 1923, der Heinrich Sahm mit 68 von 120 Stimmen zum Präsidenten der Freien Stadt Danzig wählte.
Die Rechtsordnung der Freien Stadt Danzig beruhte auf den am Tage der Abtretung geltenden deutschen und preußischen Gesetzen; dies waren das BGB, das HGB, das StGB, die ZPO, die StPO und die KO mit allen ihren Nebengesetzen. Nach Konstituierung der Freien Stadt übernahm das neu gegründete Danziger Obergericht die bisherigen Aufgaben des Reichsgerichts in Leipzig, des Berliner Kammergerichts und des Danziger Oberlandesgerichts. Im Übrigen blieb die bisherige Gliederung in ein Landgericht und vier Amtsgerichte bestehen. Siehe Gerichte in der Freien Stadt Danzig.
Die eigentliche Stadt Danzig verlor ihre kommunale Selbständigkeit. Sie blieb zwar als Stadtgemeinde und Stadtkreis bestehen; ihre gemeindlichen Angelegenheiten galten aber als solche des Staates und wurden von Senat und Volkstag wahrgenommen. Einen Oberbürgermeister der Stadt Danzig gab es damit nicht mehr. Die übrigen bisherigen Verwaltungsbehörden wurden den Danziger Verhältnissen angepasst und blieben im Allgemeinen bestehen.
Die historische Bezeichnung Hansestadt wurde der Freien Stadt Danzig von den alliierten und verbündeten Hauptmächten verweigert.
Die Freie Stadt Danzig stand unter dem Schutz des Völkerbundes, der einen Hochkommissar in Danzig einsetzte. Dieser entschied alle Streitigkeiten zwischen dem Freistaat und Polen als erste, der Völkerbundsrat in Genf als nächste und der Internationale Gerichtshof in Den Haag als letzte Instanz.

### Verwaltungsgliederung
Der Versailler Vertrag verfügte mit seinem Inkrafttreten am 10. Januar 1920 in den Artikeln 100 bis 108 die Abtretung von Kreisen und Kreisteilen der preußischen Provinz Westpreußen, Regierungsbezirk Danzig, an die alliierten und assoziierten Hauptmächte zur Bildung der Freien Stadt Danzig.

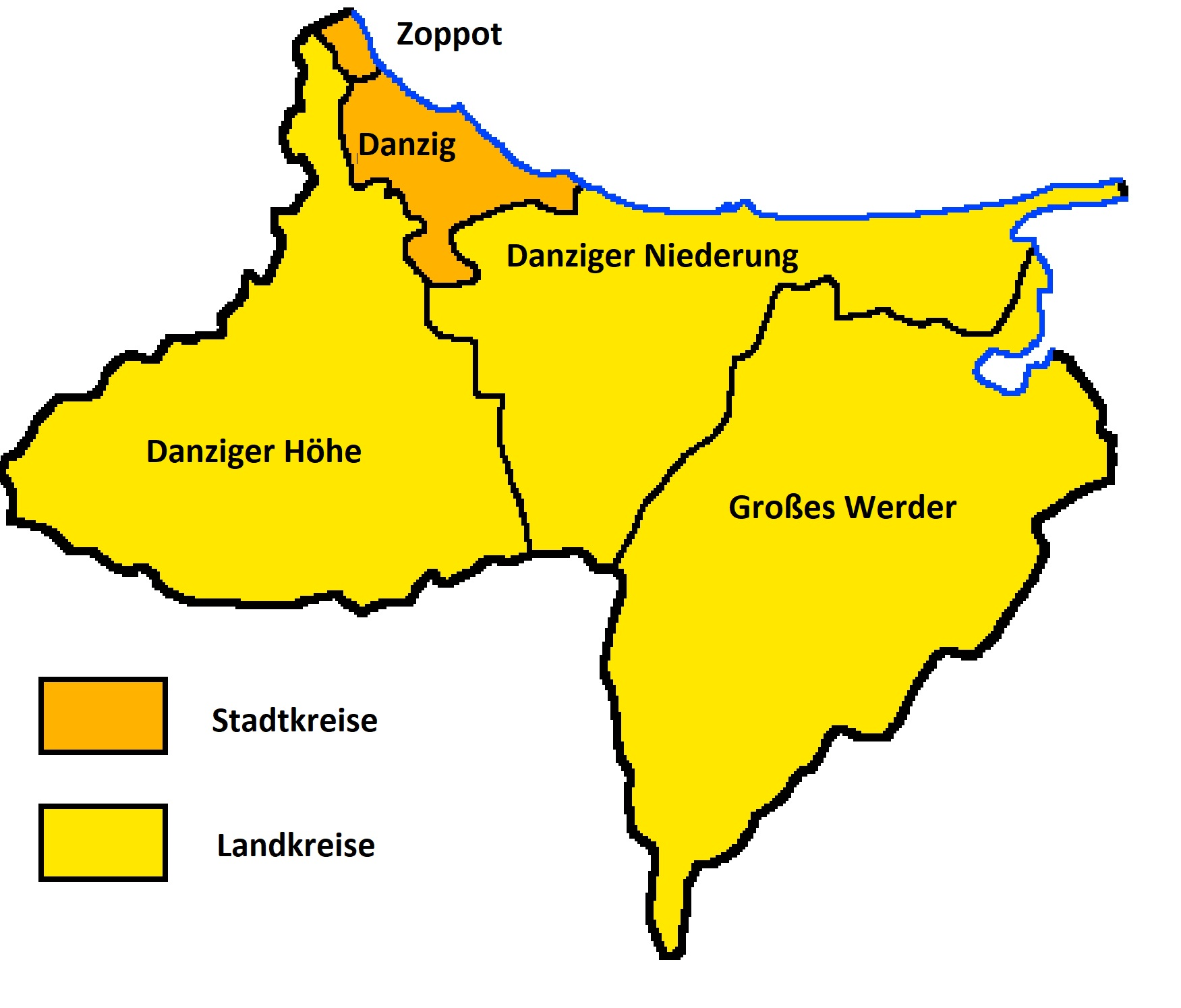
Staatsgebiet der Freien Stadt mit den zwei Stadtkreisen (orange) und drei Landkreisen; v. l. n. r.: Danziger Höhe, Danziger Niederung, Großes Werder

Aus den früheren Kreisen Berent (teilweise), Danzig-Stadt, Danziger Höhe (teilweise), Danziger Niederung (teilweise), Dirschau (teilweise), Elbing (teilweise), Karthaus (teilweise), Marienburg (Westpr.) (teilweise), Neustadt i. Westpr. (nur Stadtgemeinde Zoppot) entstanden folgende neuen Kreise:
- Stadtkreis Danzig
- Stadtkreis Zoppot
- Landkreis Danziger Höhe
- Landkreis Danziger Niederung
- Landkreis Großes Werder

Diese drei Landkreise hatten insgesamt 267 Orte (264 Dörfer und 3 Städte: Praust, Tiegenhof und Neuteich).
Hierfür wurden die früheren Kreise und Kreisfragmente wie folgt zusammengeschlossen:
- Der Stadtkreis Danzig blieb in seiner bisherigen Form bestehen.
- Die Restkreise Berent, Dirschau (westlich der Eisenbahn Dirschau–Hohenstein liegende Ortschaften) und Karthaus traten zum Kreis Danziger Höhe.
- Der Restkreis Dirschau (östlich der Eisenbahn Dirschau–Hohenstein liegende Ortschaften) trat zum Kreis Danziger Niederung.
- Die Restkreise Elbing und Marienburg (Westpr.) bildeten den neuen Kreis Großer Werder, der am 20. Oktober 1923 in Großes Werder umbenannt wurde. Sein Verwaltungssitz war vorläufig Marienburg (Westpr.), endgültig dann ab April 1920 die Stadtgemeinde Tiegenhof.
- Der Restkreis Neustadt i. Westpr. (nur Stadtgemeinde Zoppot) wurde zum neuen Stadtkreis Zoppot umgebildet.

Zum 24. Dezember 1920 wurde die Nordostgrenze der Freien Stadt Danzig zugunsten des Deutschen Reiches dahingehend abgeändert, dass die Landgemeinden Pröbbernau aus dem Landkreis Danziger Niederung und die Landgemeinde Zeyerniederkampen und der Gutsbezirk Nogathaffkampen aus dem Landkreis Großes Werder an den Landkreis Elbing zurückfielen. Jedoch blieben die Landgemeinden Zeyer und Zeyervorderkampen bei der Freien Stadt Danzig.
Zum 1. Juli 1926 und 15. August 1933 fanden größere Eingemeindungen zugunsten des Stadtkreises Danzig statt, 1929 wurden die im Danziger Gebiet noch bestehenden Gutsbezirke aufgelöst und mit anderen Landgemeinden vereinigt. Ausgenommen von dieser Regelung wurden lediglich die unbewohnten Forstgutsbezirke; sie blieben bestehen. Ansonsten veränderten sich die inneren Verwaltungsgrenzen bis zum Beginn des Zweiten Weltkrieges im Wesentlichen nicht mehr.

### Struktur der Nationalsozialisten
Das Gebiet der Freien Stadt Danzig bildete den Gau Danzig der NSDAP. Dieser war abweichend von der staatlichen Gliederung in neun Kreise der NSDAP eingeteilt: Danzig-Außenstadt, Danziger Höhe, Danziger Innenstadt, Kreis Danziger Niederung, Großes Werder, Langfuhr, Neufahrwasser, Oliva und Zoppot.
Gauleiter der NSDAP waren: Hans Albert Hohnfeldt in Danzig (1926), gefolgt von Erich Koch aus Elberfeld (heute zu Wuppertal) in Königsberg i. Pr. (kommissarisch), gefolgt von MdR Albert Forster aus Fürth (ab 1930).

## Wirtschaft

### Handel
Der Handel bildete eine der Hauptgrundlagen der Danziger Wirtschaft. Es wurden am 1. Dezember 1923 insgesamt 5.515 Handels- und Verkehrsunternehmen mit 30.698 beschäftigten Personen gezählt. Die Danziger Seehandelsflotte umfasste 78 Schiffe. Regelmäßiger Personen- und Frachtverkehr bestand mit allen Küsten Nordeuropas und mit den USA und Kanada. Massengüter in Schiffsladungen bezog Danzig aus Skandinavien, Heringe aus Schottland, Kohle aus England, Südfrüchte aus Spanien und Nordafrika, Düngemittel und Rohstoffe aus Chile und Baumwolle, Mehl, Schmalz und Fleischkonserven aus den Vereinigten Staaten.
Ausgeführt wurden dagegen große Mengen Holz, hauptsächlich nach England, Belgien und Frankreich, womit Danzig zum bedeutendsten Holzhafen an der Ostsee wurde. Dieser Bedarf wurde durch das polnische Hinterland gedeckt und in bis 100 m langen Flößen die Weichsel herunter transportiert.

### Industrie
Hier ist traditionsgemäß der Schiffbau hervorzuheben. Neben Maschinen aller Art wurden auch Schienenfahrzeuge hergestellt. Bedingt durch die großen Mengen an Holz aus eigener Forstung florierte auch die Holzindustrie. Ferner ist die Verarbeitung von Bernstein zu in die ganze Welt exportiertem Schmuck erwähnenswert wie etwa das Unternehmen Moritz Stumpf & Sohn. Auch die Danziger Liköre und Schnäpse waren seit jeher weltweit beliebt; für das Danziger Goldwasser und den Danziger Machandel gilt dies auch heute noch. Sowohl die Tabakindustrie als auch die Herstellung von Fisch- und Fleischkonserven entwickelten sich immer stärker.

### Landwirtschaft
An Lebensmitteln brachte Danzig nicht genügend für seinen eigenen Bedarf hervor. Es mussten daher beträchtliche Mengen eingeführt werden. Mineralische oder sonstige Bodenschätze gab es nicht, man war auf die volle Nutzung des Hafens durch Handel, Industrie und Handwerk sowie die Landwirtschaft angewiesen. Sowohl in der Pferde- und Rindviehzucht als auch beim Getreideanbau wurden hervorragende Ergebnisse erzielt. Von der zur Verfügung stehenden Gesamtfläche waren 57 % Ackerland, 25 % Wald, 8 % Wiesen und der Rest Unland. Über 37.000 Personen waren in Land- und Forstwirtschaft beschäftigt.

### Währung

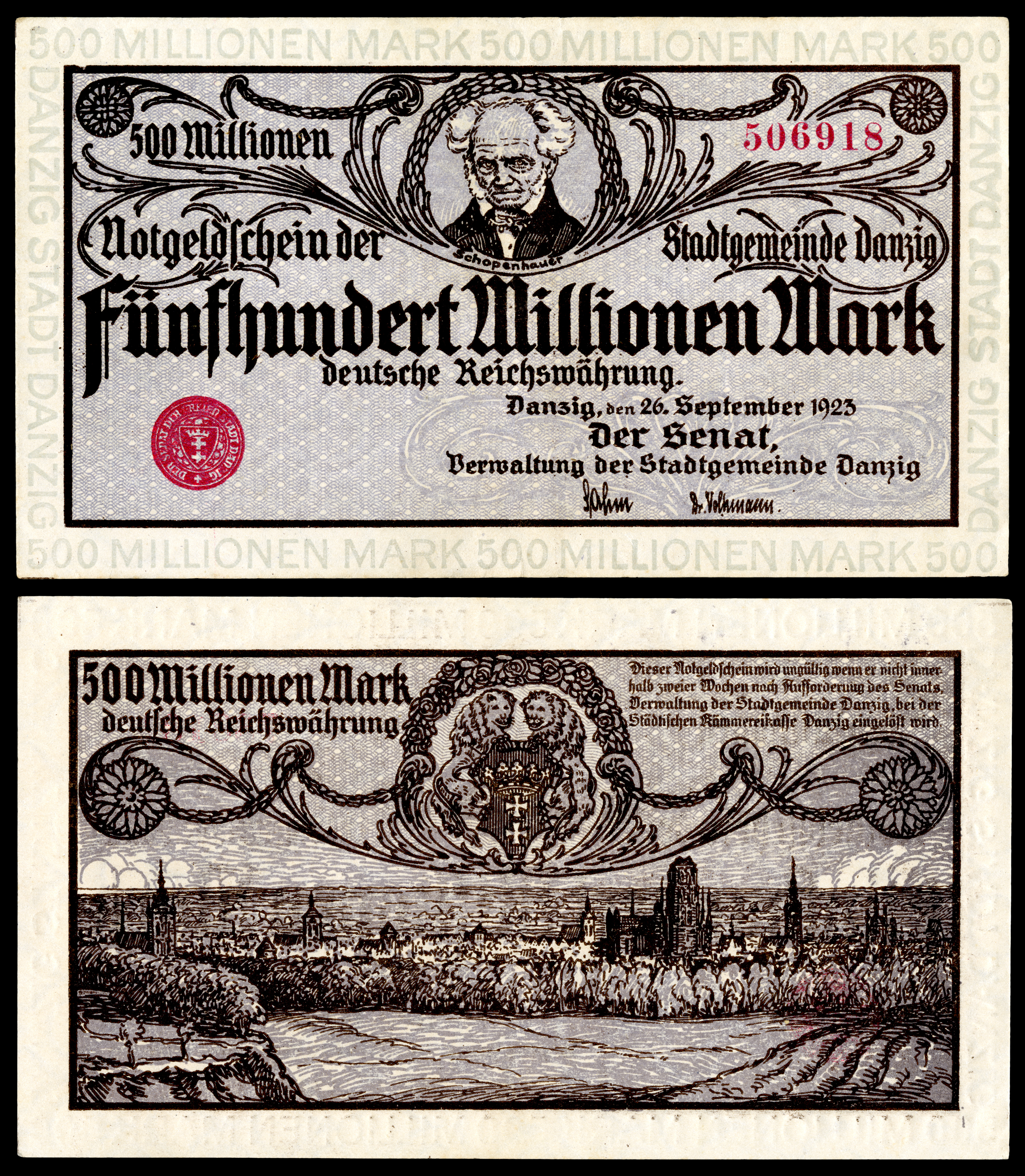
Danziger Banknote aus der Inflationszeit mit dem Porträt Arthur Schopenhauers

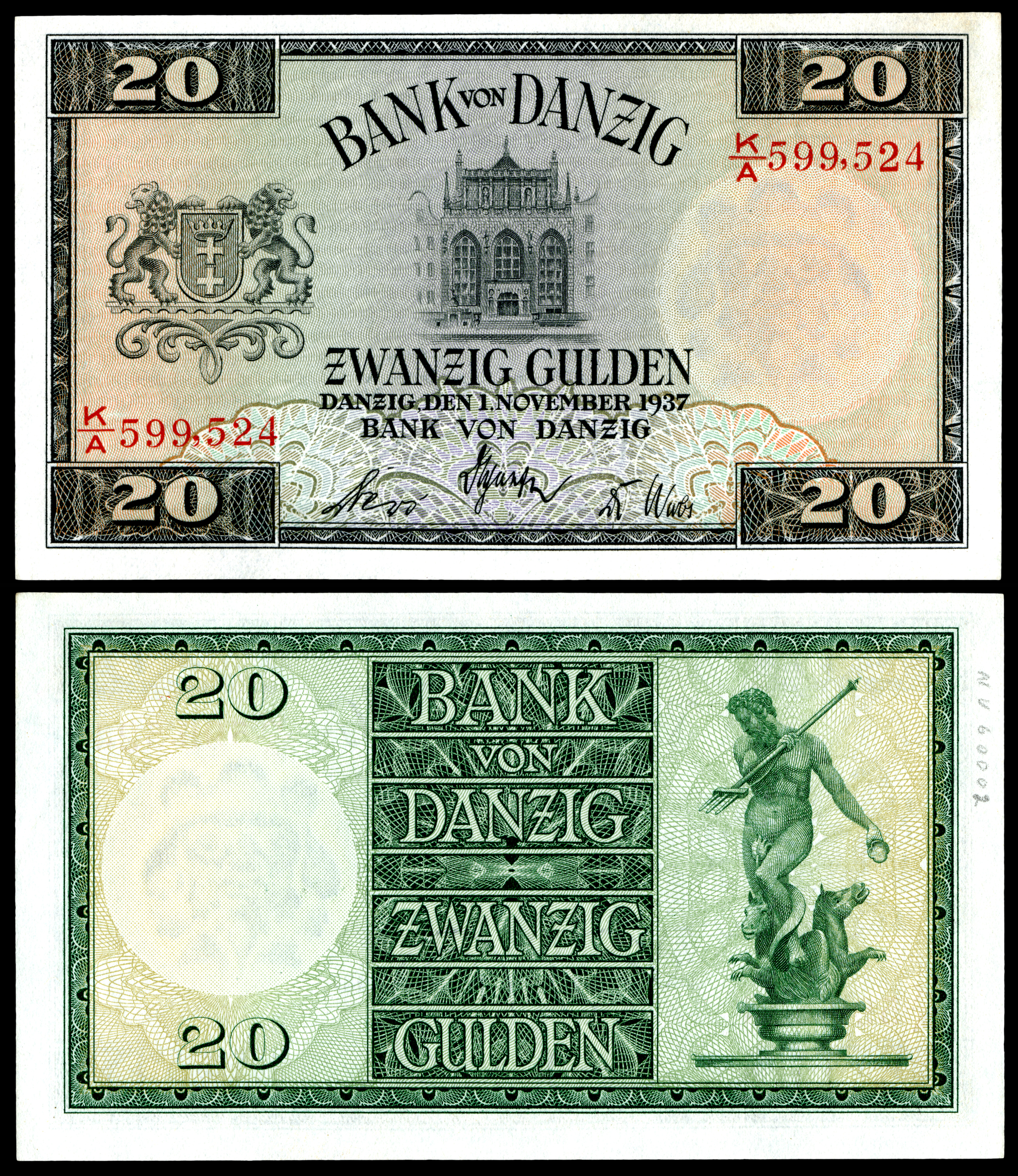
20-Gulden-Banknote (1937)

Am 20. Oktober 1923 wurde als Vorläufer der festen Währung der Danziger Zwischengulden eingeführt, der am 18. Dezember desselben Jahres durch Silber-, Nickel- und Kupfermünzen ersetzt und am 2. März 1924 ganz aus dem Verkehr gezogen wurde. Die Einführung des Danziger Gulden (1 Gulden = 100 Pfennig) erfolgte durch die Bank von Danzig als Notenbank. Sie wurde am 5. Februar 1924 mit einem voll eingezahlten Kapital von 7,5 Millionen Gulden gegründet und eröffnete am 17. März 1924 ihren Geschäftsbetrieb. Der Diskontsatz betrug anfangs 12 % und ab dem 11. Mai 1926 7 %.
Die Bank hatte das Recht, Guldennoten im Höchstbetrag von 100 G pro Kopf jedes Staatsbürgers (ca. 40 Millionen Gulden) herauszugeben. Der Gulden war an die britische Währung gekoppelt, 25 Gulden entsprachen einem britischen Pfund. In dieser Zeit der weltweiten Inflation war der Danziger Gulden eine der beiden stabilsten Währungen.
Die letzte, dritte Münzverordnung von 1931 verringerte den Wert des Danziger Gulden auf 0,1687923 Gramm Gold, womit er dem Wert des polnischen Złoty angeglichen wurde. Am 15. Oktober 1939 wurde der Danziger Gulden abgeschafft und durch die Reichsmark zum Kurs von 0,70 Reichsmark umgetauscht.
Danzigs Währungsdeckung war in der Bank von England deponiert. Auf Beschluss der „Drei-Parteien-Kommission“ (USA, Großbritannien, Frankreich) in Brüssel wurde dieser Goldlagerbestand im Jahre 1976 an das damals kommunistische Polen ausgeliefert.

## Post, Telekommunikation und Rundfunk
Das Post-, Telegraphen- und Fernsprechwesen in der Freien Stadt Danzig wurden von Danzig unbeschränkt betrieben und verwaltet. Die Freie Stadt Danzig hatte mit dem Gesetz über den Weltfunkvertrag vom 1. Mai 1931 dem am 25. November 1927 in Washington, D.C. abgeschlossenen (dritten) Weltfunkvertrag zugestimmt (Gesetzblatt für die Freie Stadt Danzig Nr. 21 vom 1. Juni 1931, Pos. 58). In diesem Weltfunkvertrag wurden den nationalen Funkstellen durch den am 17. Mai 1865 gegründeten Internationalen Telegraphenverein (heute: Internationale Fernmeldeunion in Genf) ein- bis dreistellige Rufzeichen zugeteilt – der Freien Stadt Danzig der Rufzeichenblock „YMA“ bis „YMZ“, gefolgt von einer bis zu fünfstelligen Buchstaben und/oder Zahlenkombination für die jeweilige Funkstelle. Die Rufzeichen waren dem Morsecode zugeordnet (Y: – · – –  M: – – plus 3. Stelle). Heute führt die Türkei die Danziger Rufzeichen zusätzlich zu ihrem ursprünglichen Block TAA–TCZ. Der Beitritt zum Weltfunkvertrag zog ebenfalls für Danzig die Frequenzvergaben (LW 160–228 kHz, MW 675–1500 kHz, KW 49, 31, 25, 19, 17, und 14 m Wellenlänge) nach sich. Die Rufzeichenkombination aus der Weltfunkvertrag-Zuteilung wurde im Danziger Flugverkehr übernommen.
Am 20. September 1926 nahm der Danziger Rundfunk (ab April 1934 „Landessender Danzig“; ab September 1939 auch „Reichssender Danzig“) seinen Sendebetrieb auf. Er sendete auf der Mittelwellenfrequenz 662 kHz. Sendeleiter war Otto Normann, ab 1933 Joachim Schmidt, ab 1937 Reginald Buse, 1939 Wolfgang Diewerge, danach Carl-Heinz Boese. Der Danziger Rundfunk arbeitete eng mit dem Ostmarken Rundfunk in Königsberg zusammen, dessen Programm er neben der Ausstrahlung eigener Sendungen teilweise übernahm. Das Programm des Königsberger Senders war zudem vollständig auf den Mittelwellenfrequenzen 1085 und 1382 kHz in Danzig empfangbar, ebenso das Programm der Deutschen Welle über den Deutschlandsender bei Berlin auf 1058 kHz. 
Polen hatte aufgrund des Versailler Vertrages in der Freien Stadt Danzig das Recht, einen Post-, Telegraphen- und Fernsprechdienst für den Verkehr zwischen Polen und dem Hafen von Danzig sowie zwischen dem Ausland und Polen über den Danziger Hafen einzurichten. Hierdurch wurde indes der Post-, Telegraphen- und Fernsprechverkehr der Danziger Postverwaltung mit Polen nicht beschränkt.
Danzig gab eigene Briefmarken heraus, siehe dazu Danziger Postgeschichte. Die Postversorgung wurde von Polen dahingehend ausgelegt, dass am 5. Januar 1925 im gesamten Stadtgebiet insgesamt zehn polnische Briefkästen aufgehängt wurden und polnische Postbedienstete in Danzig ihre Briefzustellungen vornahmen. Es entspann sich über die Zulässigkeit dieser Maßnahmen ein längerer Streit zwischen den Danziger und den polnischen Behörden. Der in dieser Sache angerufene Völkerbundsrat traf, sich auf ein Gutachten des Ständigen Internationalen Gerichtshofs vom 11. Mai 1925 stützend, die Entscheidung, dass in einem näher umgrenzten Gebiet, das den Hafen und die Danziger „Innenstadt“ umfasste, polnische Postkästen verbleiben durften.

## Verkehr
Danzig war seit jeher ein idealer und wichtiger Verkehrsknotenpunkt für den europäischen und den Welthandel. Hier treffen die Landwege, Binnenschifffahrtswege und Seerouten zusammen. Es kam oft vor, dass die Ostsee zufror. Bedingt durch die vorgeschobene Halbinsel Hela liegt Danzig vor Stürmen geschützt in der Danziger Bucht, und in den meisten Wintern bleibt der Hafen eisfrei.

### Eisenbahnverkehr
Die Überwachung und Verwaltung und das Recht des Ausbaus und der Verbesserung des Eisenbahnnetzes, mit Ausnahme der Straßenbahnen und anderer Bahnen, die in erster Linie den Bedürfnissen der Freien Stadt dienten, übte im Gebiete der Freien Stadt gemäß Artikel 104 des Versailler Vertrages Polen aus. Dazu übernahmen die Polskie Koleje Państwowe zum 1. Dezember 1921 die Aufgaben der Eisenbahndirektion Danzig. Formal wurde sie von deutscher Seite zu diesem Termin als Eisenbahndirektion der Deutschen Reichsbahn aufgelöst. Dienstsprache und Aufschriften blieben deutsch.
Der Güterumschlag der Bahn mit dem Danziger Hafen betrug im Jahr 1922 etwa 3 Mio. Tonnen, im Jahr 1923 rund 2½ Mio. Tonnen. Im Personenverkehr bestanden direkte D-Zug-Verbindungen zu den Zentren in Deutschland, Polen und den östlichen Staaten.

### Straßenverkehr
Das Danziger Unterscheidungskennzeichen (ovales Nationalitätszeichen) für Kraftfahrzeuge war DA. Das Kraftfahrzeugkennzeichen (Nummernschild) dagegen begann mit DZ gefolgt von einer ein- bis fünfstelligen Nummer. 1956 wurden für die 1945 besetzten Ostgebiete des Deutschen Reiches und das Gebiet der Freien Stadt Danzig Kürzel reserviert, so DZ für Danzig (auch BR für Breslau, KP für Königsberg i. Pr.).

### Luftverkehr
Das erste Luftfahrzeugkennzeichen des Freistaates wurde die Buchstabengruppe FD (Freistaat Danzig) gefolgt von einer Nummer. Die Genehmigung hierzu erteilte der Militärgouverneur wahrscheinlich im März 1920. Nach Erlass einer „Polizeiverordnung betr. Regelung des Luftfahrtwesens“ am 15. März 1921 wurde die Buchstabengruppe Dz (Danzig) als neues Kennzeichen festgelegt, ebenfalls gefolgt von einer Nummer. Als Hoheitszeichen wurden zwei weiße Kreuze in rotem Feld, also ein Ausschnitt der Staatsflagge, festgelegt, neben den Tragflächen wurde das gesamte Seitenruder markiert.
Nach Verkündung des Danziger Luftverkehrsgesetzes am 9. Juni 1926 wurde Y-M, ohne Abstand gefolgt von drei Buchstaben, als neue Kennzeichnung festgelegt. Seit 1929 trugen Luftfahrzeuge das Kennzeichen YM; beispielsweise wurde Y-MAAK zu YM-AAK. Diese Festlegungen entsprachen den Vereinbarungen der CINA und auch dem Weltfunkvertrag von 1927. Ein Hoheitszeichen war nicht vorgeschrieben. Dies erfolgte erst durch die „Verordnung über Luftverkehr vom 6. Januar 1937“, die die Danziger Staatsflagge am Seitenleitwerk als Hoheitszeichen vorschrieb. Alle genannten Vorschriften betrafen Motorflugzeuge, Ballons waren in Danzig nicht zugelassen. Segelflugzeuge konnten mit Namen gekennzeichnet werden, so wurde der Typ Dz-4 der Akaflieg Danzig als YM-PINGUIN in die Luftfahrzeugrolle eingetragen.
Nach dem Anschluss des Freistaates an das Deutsche Reich flogen einige Maschinen für etwa zwei Monate mit YM-Kennzeichen und dem Hoheitszeichen Hakenkreuzflagge am Leitwerk. Nach November 1939 bzw. nach 1945 wurden die Buchstabengruppen YM, FD und DZ nicht wieder neu vergeben.
Der Flughafen der Freien Stadt Danzig wurde 1923 nördlich (zur Danziger Bucht hin) des Stadtteils Danzig-Langfuhr eröffnet und bildete bis 1939 den wichtigsten Knotenpunkt im skandinavisch-baltischen Raum Europas.
Die Linie Danzig–Marienburg wurde täglich öfter geflogen. Mehrmals in der Woche verkehrten im unmittelbaren oder im Anschlussverkehr Flüge nach Berlin, Hamburg, Amsterdam, London, Kopenhagen, Warschau, Krakau, Lemberg, Königsberg, Riga, Moskau, Helsinki und Stockholm. Für Wasserflugzeuge wurde 1925 der Wasserflugplatz Danzig-Plehnendorf eingerichtet. Es bestanden Verbindungen nach Stockholm (1925) und Kalmar (1928). Es bestanden 1923 drei Danziger Luftverkehrsgesellschaften, die Personen und Post beförderten: die Danziger Luftpost, die Danziger Luft-Reederei und der Danziger Lloyd Luftdienst.
Der Flughafen wurde durch die deutsche Besatzung 1939–1945 sowie durch Polen 1945 bis 1974 weitergenutzt. Auf dem Flughafengelände erbaute Polen nach 1974 die Wohnsiedlung Zaspa. Der von Polen 1974 erbaute heutige Lech-Wałęsa-Flughafen Danzig hat mit dem Flughafen Langfuhr nichts zu tun und befindet sich auch außerhalb der Grenzen der Freien Stadt Danzig in der Nähe des Dorfes Ramkau auf dem Gebiet des früheren Polnischen Korridors.

### Schiffsverkehr
Zur Verwaltung des Hafens war ein Hafenausschuss eingerichtet worden, der aus je fünf Danziger und polnischen Mitgliedern bestand, mit einem vom Völkerbund bestimmten Präsidenten schweizerischer Nationalität. Diesem Hafenausschuss war auch die Verwaltung der Weichsel in ihrem Laufe durch das Danziger Gebiet übertragen. Danzig besaß außerdem auch einen Freihafen.
Gleichwohl schuf Polen in den Folgejahren nach 1920 eine nur von Polen kontrollierbare sichere Umgehung des Freistaates: nördlich von Danzig legte Polen den neuen Hafen Gdynia auf dem Gebiet der alten deutschen Landgemeinde Gdingen an und verband ihn über die neue Kohlenmagistrale durch den Korridor mit dem polnisch gewordenen ostoberschlesischen Industriegebiet.
Bereits im Jahr 1933 übertraf der Güterumschlag über Gdingen (Gdynia) den des Danziger Hafens mit wirtschaftlich ernst zu nehmenden Folgen. Damit wäre zumindest das für die Stadt Danzig sehr gefährliche polnische Munitions-Depot auf der Westerplatte hinfällig geworden. Hinzu kam, dass die Danziger die Westerplatte, vor dem Ersten Weltkrieg ein beliebter Strand, als Naherholungsgebiet nun durch die militärische Nutzung verloren hatten.

### Zoll
Die Organisation des Zolldienstes lag in der Hand der Regierung der Freien Stadt Danzig. Das Landeszollamt erhob die Zölle durch Danziger Beamte nach dem polnischen Zolltarif und die Verbrauchs- und Verkehrsabgaben nach den Danziger Gesetzen. Mehr als ein Drittel aller im Danzig-polnischen Zollgebiet aufkommenden Zolleinnahmen wurden in der Freien Stadt Danzig erhoben, der Danziger Staatskasse verblieben nur 7,31 %.

## Natur
Ein aus Schweden herüber driftender Gletscher hat in der Eiszeit im Danziger Gebiet deutliche Spuren hinterlassen und diese Landschaft geprägt. Ein Teil hiervon ist der pommerellische Höhenrücken mit Hügeln, Tälern, Flüssen und Seen, der durch die Radaune, den historischen Trinkwasserfluß Danzigs, in Nord und Süd geteilt wird. Die Bodenbeschaffenheit wechselt ständig zwischen Lehm, Sand und Sumpf, stellenweise gibt es auch Landstriche, die mit großen und kleinen Steinen und sogar Findlingen bestückt sind. Wälder befanden sich hauptsächlich auf den Danziger Höhen, einige am Dünungsgürtel, in der Ebene Danziger Werder jedoch nur an der Montauer Spitze. Torfmoore fanden sich in großer Anzahl auf der Höhe, aber auch im Werder.
Der mächtigste Strom des Freistaates war die Weichsel. Ihre ganze Länge beträgt 1068 km, wovon 20 % – das sind ihre Mündungsarme – zu Danzig gehörten. Das Mündungsgebiet von Weichsel und Nogat nennt man Weichseldelta. Beim Eintritt in das Danziger Staatsgebiet an der Montauer Spitze liegt die Weichsel noch acht Meter über dem Pegel der Ostsee. Die Strecke bis zur Mündung bei Schiewenhorst–Nickelswalde beträgt 50 km; ein so flaches Gefälle weisen nur die Danziger Niederungsflüsse auf. An seiner tiefsten Stelle liegt das Danziger Land 2,5 m unter dem Meeresspiegel. Landschaftsschutz und Landgewinnung durch Eindeichung und Melioration haben im Weichseldelta die gleiche große Bedeutung wie in den Niederlanden.
Ein weiterer Fluss ist die Mottlau. Sie entspringt in der Nähe von Dirschau, tritt bei Güttland in das Gebiet des Freistaates ein und erreicht schließlich den Danziger Hafen, wo sie am Krantor vorbei die Speicherinsel umfließt und in die Danziger Bucht mündet. Naturschutz wurde damals schon entwickelt, insbesondere von Hugo Conwentz aus Danzig.

## Bevölkerung

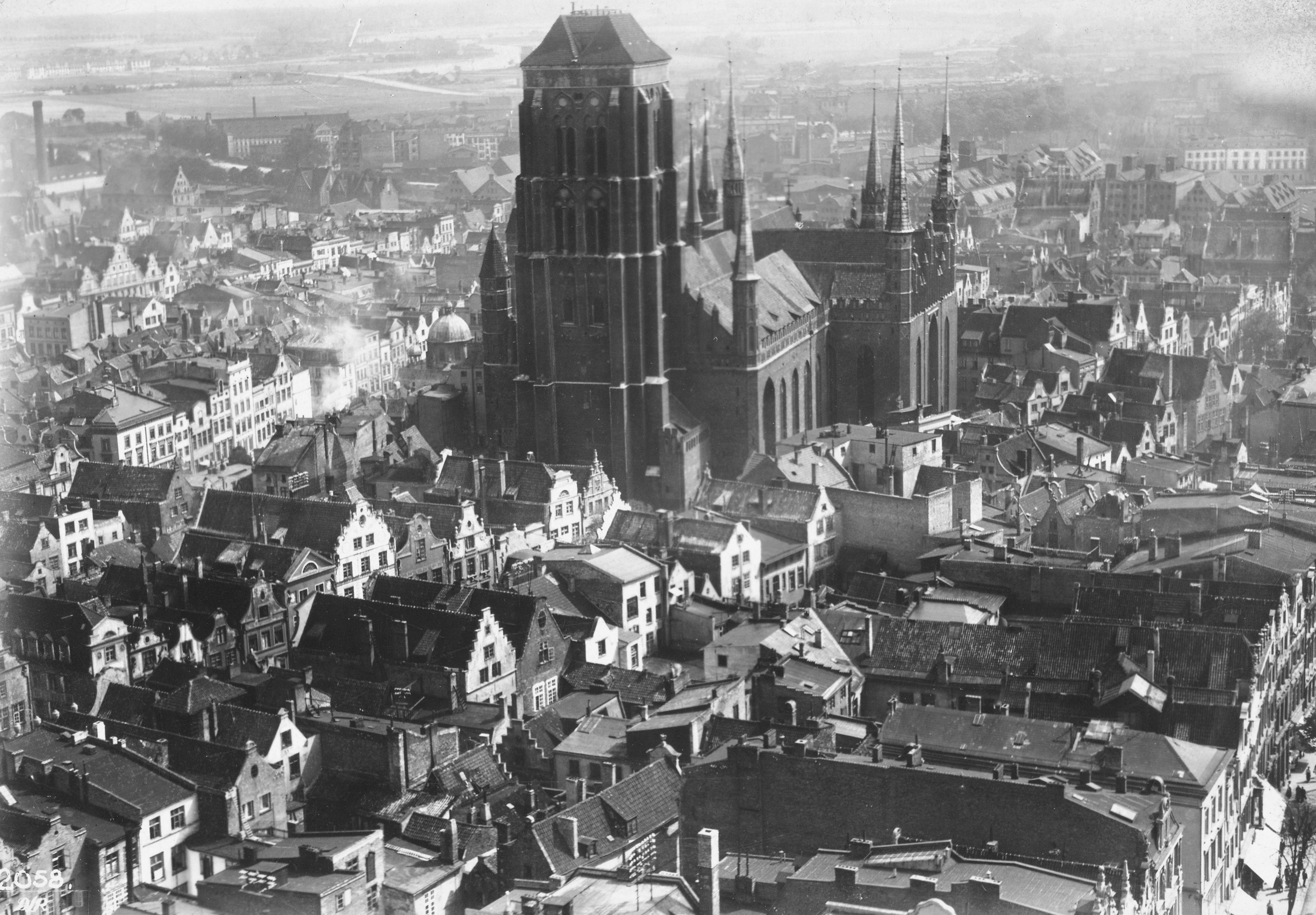
Marienkirche, 1920

Die Einwohnerzahl betrug am 31. August 1924 383.995 (in den fünf Verwaltungsbezirken wurden gezählt: Stadtkreis Danzig 206.458, Stadtkreis Zoppot 26.906, Kreis Danziger Höhe 65.827, Kreis Danziger Niederung 33.031, Kreis Großes Werder 51.773). Später nahm die Bevölkerung weiter zu: Die Volkszählung vom 18. August 1929 brachte für 1929 das Ergebnis von 396.535 Staatsbürgern (407.517 mit ortsanwesenden Ausländern – vor allem Deutschen oder Polen), und folgende Statistik für die Jahre 1920 bis 1928 (jeweils ohne ortsanwesende Ausländer):
- 1920 350.636
- 1921 354.168
- 1922 357.032
- 1923 364.603
- 1924 373.802
- 1925 378.375
- 1926 379.500
- 1927 382.400
- 1928 386.118
- 1929 396.535

Die Volkszählung 1931 ergab 403.165 Staatsbürger (ohne ortsanwesende Ausländer), und für 1930 die Statistik von 399.400 Staatsbürger (ohne ortsanwesende Ausländer). Die ortsanwesende Bevölkerung erreichte ihre Spitzenzahl 1936 mit 409.000 Einwohnern (inkl. Ausländer).
Im Gebiet der Freien Stadt lagen die Hauptstadt Danzig und die Städte Zoppot, Tiegenhof und Neuteich. Rund ein Viertel (ca. 100.000) Danziger Staatsbürger haben den Zweiten Weltkrieg und die Vertreibungen danach nicht überlebt oder gelten als verschollen.
Auf dem Gebiet der ehemaligen Freien Stadt Danzig leben heute geschätzt über 600.000 Einwohner.

## Religionen und Konfessionen
Nach Religionsbekenntnis wurden 1924 gezählt: 220.731 Evangelische, 140.797 Katholiken, 9.239 Juden, 5.604 Mennoniten, 2.129 Dissidenten, 1.934 Reformierte, 1.093 Baptisten, 410 Freireligiöse, 1.394 Anhänger anderer Religionsgemeinschaften sowie 664 Religionslose.

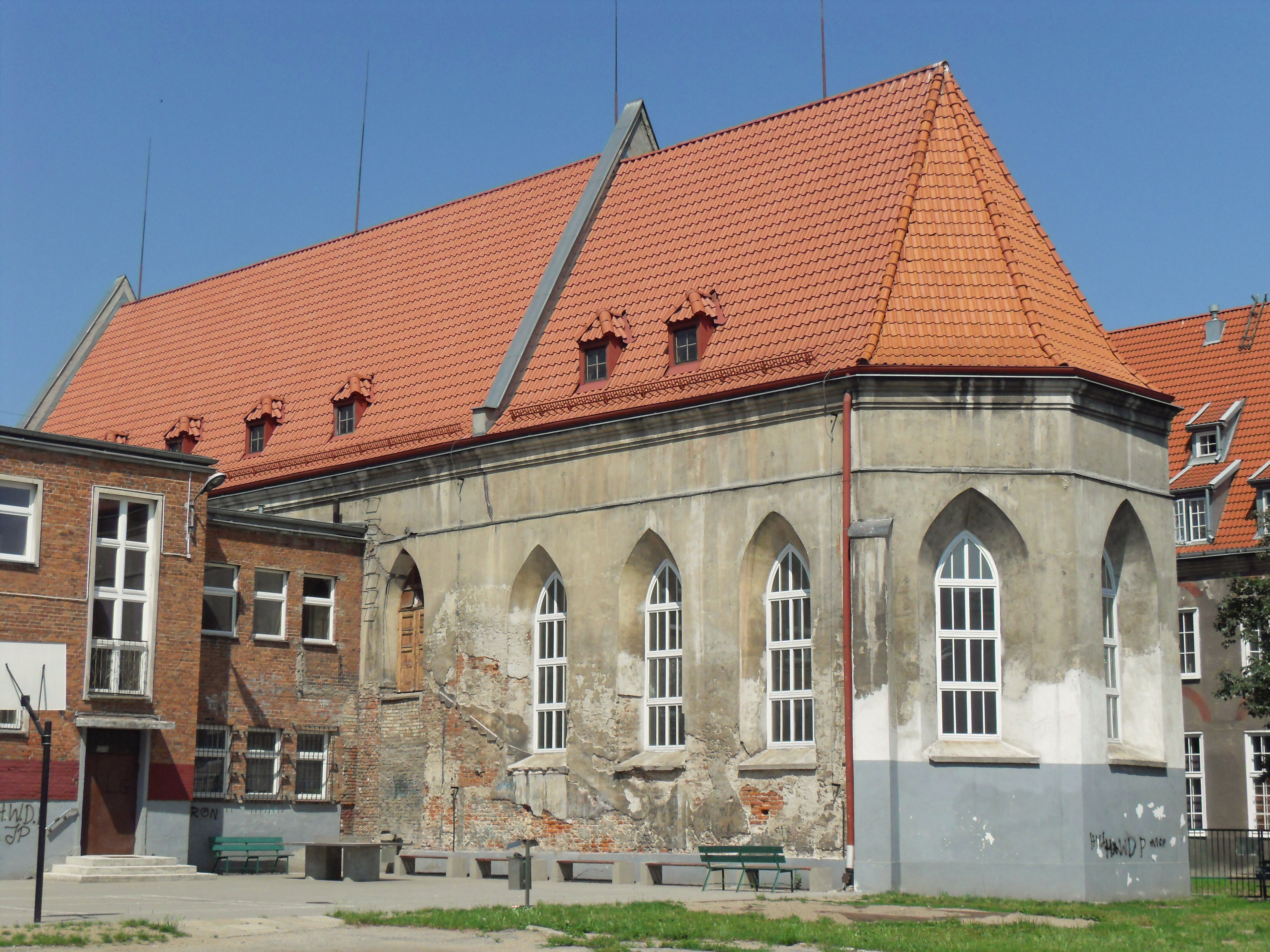
Danzig: Spitalkirche zum Heiligen Geist, 2011

### Protestanten in Danzig

#### Altlutheraner in Danzig
Altlutheraner gründeten 1840 eine Gemeinde in Danzig, die 1847 als Körperschaft des öffentlichen Rechts (KdöR) anerkannt wurde. Die Kirchengemeinde der Evangelisch-lutherischen Kirche in Preußen erwarb 1854 die seit 1840 ungenutzte Spitalkirche des Danziger Heilig-Geist-Spitals für ihre Gottesdienste und nutzte sie bis 1945.

#### Anglikaner in Danzig
Seit 1706 bestand eine anglikanische Kirche in der Heilige-Geist-Gasse 108.

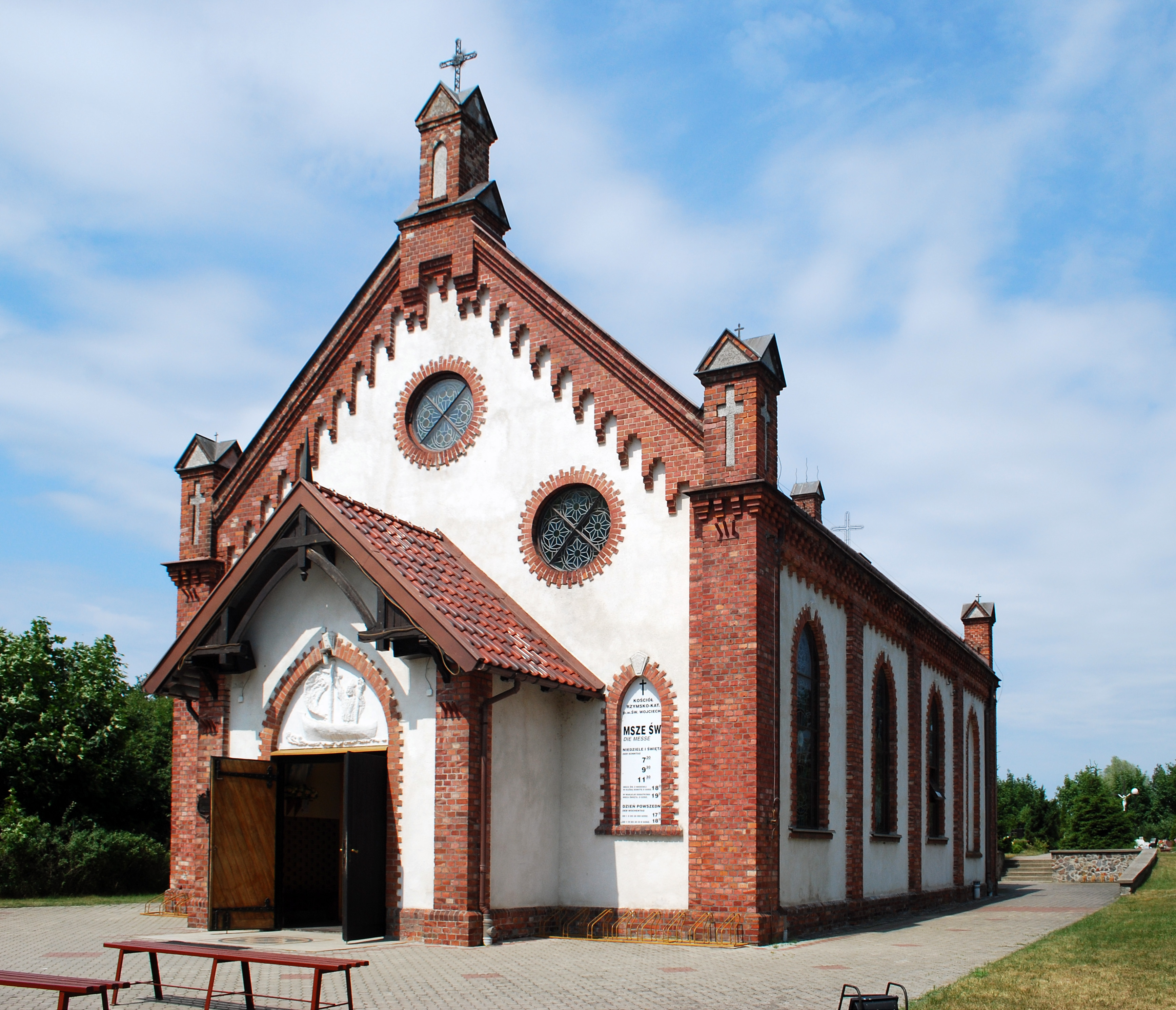
Stutthof, ehemalige Baptistenkapelle, 2010

#### Baptisten in Danzig
Die 1.093 Baptisten gliederten sich in zwei Gemeinden, die zum Bund der deutschen Baptisten hielten. Die Baptistengemeinde Danzig (ab 1898 KdöR) mit Kapellen in Danzig, Schiewenhorst und Stutthof (1860–78 erbaut), die Baptistengemeinde Wolfsdorf mit Kapelle in Wolfsdorf in der Niederung.

#### Brüdergemeine in Danzig
Die Herrnhuter Brüdergemeine unterhielt eine Ortsgemeinde in Danzig.

#### Landessynodalverband der Freien Stadt Danzig der Altpreußischen Union
Die im Gebiet der Freien Stadt gelegenen Kirchengemeinden der Evangelischen Kirche der altpreußischen Union (EKapU), Kirchenprovinz Westpreußen, deren Konsistorium seinen Sitz in der Heilige-Geist-Gasse 108 in Danzig hatte, bildeten nach der Abtretung der Freien Stadt den Landessynodalverband der Freien Stadt Danzig (1923) mit dem Status einer altpreußischen Kirchenprovinz. Der Senat von Danzig und der altpreußische Evangelische Oberkirchenrat (EOK) schlossen im Juni 1922 einen entsprechenden Vertrag. Die Freie Stadt übernahm am 22. März 1921 die weithin bestehenden Kirchenpatronate und Soldverpflichtungen des preußischen Staates. Der Landessynodalverband umfasste die Diözesen (späteren Kirchenkreise) Danziger Höhe (13 Gemeinden), Danziger Nehrung (12 Gemeinden132), Danziger Werder (11 Gemeinden), Danzig Stadt (15 Gemeinden) und Großes Werder (14 Gemeinden) mit 1922 etwa 220.000 Seelen. Keinem Kirchenkreis angehörig war die reformierte Peter-Pauls-Kirchengemeinde, die zwar zur Kirchenprovinz gehörte, aber geistlich von der provinzübergreifenden Reformierten Kircheninspektion Ost- und Westpreußen betreut wurde. Oberstes Legislativorgan war die 23-köpfige Danziger Landessynode, 1923–1927 mit Landespräses Karl Polenske (1903–1929 Pfarrer in Tiegenhof, Großes Werder) und die Exekutive bildete der Danziger Landeskirchenrat, qua Amt unter Vorsitz des Landespräses. Diesem nachgeordnet war das Evangelische Konsistorium, zunächst unter der geistlichen Leitung des Danziger Generalsuperintendenten. Es war bis 1940 in der Zuständigkeit auf die Kirchengemeinden im Gebiet der Freien Stadt beschränkt, bestand aber bis 1945 fort. Oberkonsistorialrat Gerhard M. Gülzow bildete nach dem Krieg die Hilfsstelle beim evangelischen Konsistorium Danzig mit Sitz in Lübeck, die sich geflohener und vertriebener Danziger annahm. Nach Auflösung der Freien Stadt bildete die EKapU 1940 eine neue Verwaltungseinheit, das Kirchengebiet Danzig-Westpreußen, das evangelische Kirchengemeinden im gleichnamigen Reichsgau umfasste, also auch jene, die bis 1939 zur Unierten Evangelischen Kirche in Polen bzw. im Gebiete des Regierungsbezirks Westpreußen zur Kirchenprovinz Ostpreußen sowie Kirchengemeinden der Evangelisch-Augsburgischen Kirche in Polen in den besatzungsamtlichen Landkreisen Leipe und Rippin.

#### Mennoniten in Danzig
Im Gebiet der Freien Stadt gab es 5.604 Mennoniten, organisiert in sechs Gemeinden, den Mennonitengemeinde Danzig (1808 entstanden durch Vereinigung einer 1569 gegründeten altflämischen und einer um 1600 gegründeten altfriesischen Gemeinde; ab 1887 KdöR), Mennonitengemeinde Fürstenwerder mit Neunhuben (1880 KdöR), Mennonitengemeinde Heubuden (ab 1904 KdöR), Mennonitengemeinde Ladekopp mit Orlofferfelde (ab 1882 KdöR), Mennonitengemeinde Rosenort (ab 1881 KdöR) und Mennonitengemeinde Tiegenhagen mit Steegen (ab 1882 KdöR).

#### Methodisten in Danzig
Bischöfliche Methodisten besaßen eine Kirche in der Näthlergasse 1, Danzig. Die Gemeinde wurde 1869 gegründet.

### Bistum Danzig der römisch-katholischen Kirche
Die katholischen Pfarreien im Gebiet der Freien Stadt gliederte der Heilige Stuhl 1922 aus den Bistümern Culm (18 Pfarreien auf der Höhe) und Ermland (18 Pfarreien in der Niederung) aus und unterstellte sie einer Apostolischen Administratur, die 1925 zum Bistum Danzig erhoben wurde. Ihm gehörten dann bis zur Neugliederung der Diözesangrenzen in den ehemaligen Ostgebieten und Danzig 1972 die Pfarreien im Gebiet der ehemaligen Freien Stadt an.

### Danziger Juden
In den 1920er Jahren wurde Danzig zu einem Zentrum der jüdischen Auswanderung aus dem Osten nach Übersee. Zwischen 1920 und 1925 emigrierten 60.000 Juden über Danzig nach Amerika und Kanada. Aber auch die Einwanderung von Juden aus Ost und West nach Danzig entwickelte sich sprunghaft mit weittragender Bedeutung für die Danziger Wirtschaft und das jüdische Geistesleben. Auf Grund gleicher Sprache und anerkannter Ausbildung siedelten sich viele Ärzte, Anwälte, Händler und Banken aus Deutschland in Danzig an.
Im Gebiet der Freie Stadt gab es folgende jüdische Gemeinden, die Synagogengemeinde Danzig (1883 durch Fusion mehrerer Vorgängerinnen entstanden), die Synagogengemeinde Neuteich von 1857, die Synagogengemeinde Tiegenhof von 1858 und die Synagogengemeinde Zoppot von 1913. War in den Jahrzehnten zuvor die Mitgliederzahl der jüdischen Danziger Gemeinden konstant geblieben, so stieg sie jetzt um das Vierfache an. Keine Gemeinde im deutschsprachigen Raum hatte jemals solch einen Zuwachs erlebt. Er ist nur mit der periodischen Einwanderung in Amerika vergleichbar. Juden machten 1924 etwa 2,4 % der Bevölkerung der Freien Stadt Danzig aus.
Mit der Gründung des „OSE“, des ostjüdischen Vereins, wurden viele soziale Einrichtungen geschaffen wie Theater, Kindergarten, Volksküche, Kleiderkammer, Berufsberatung und Arbeitsvermittlung. Außerdem unterhielt die OSE in den Räumen der ehemaligen Friedländerschen Schule am Jakobstor 13 eine Poliklinik. Auch Vertreter von „Misrachi“ und „Agudat Jisra’el“ nahmen aktiv am Gemeindeleben teil und wurden als Vertreter der jüdischen Volkspartei in die Gemeindeverwaltung gewählt.

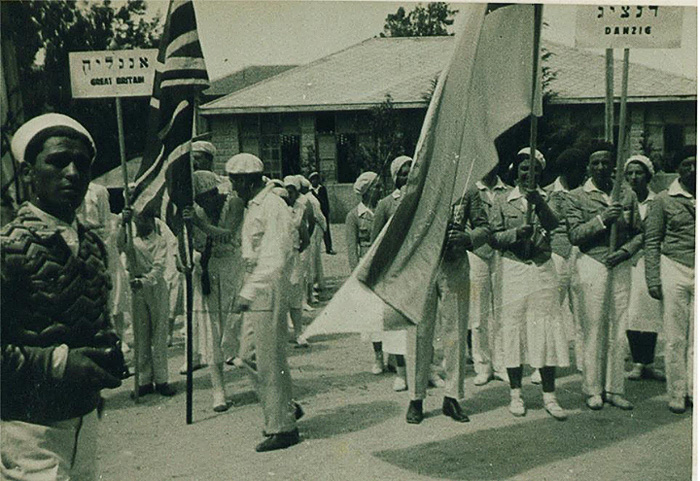
Danziger Delegation bei der 1. Makkabiade (1932)

Für die polnischen Juden, deren verfassungsmäßige Rechte zunehmend missachtet und verletzt wurden, war Danzig in dieser Zeit eine Oase der Freiheit und Hoffnung, und sie nahmen für sich den Schutz der polnischen Minderheit Danzigs in Anspruch. Durch seinen internationalen Status wurde Danzig von internationalen jüdischen Organisationen zur Durchführung von Tagungen und Konferenzen gewählt. Auch der Zusammenschluss der jüdischen Jugend aus der ganzen Welt zum „Weltverband der jüdischen Jugend“ wurde am 2. September 1924 im Schützenhaus unter Teilnahme von David Ben-Gurion vollzogen.
Eine für jüdische Danziger historische Konferenz wurde am 21. März 1926 abgehalten. Konferenzsprache der Hechaluz war erstmals Hebräisch. Die Begrüßung sprachen Dr. Leibowitz für die „Zionistische Organisation“ in Danzig, Dr. Landau für das Danziger Palästina-Amt und Ephraim Reiser für „Brith Hanoar“; der Hauptredner war Ben-Gurion.
Im Jahre 1927 wurde die Synagoge in Langfuhr erbaut und am 25. September eingeweiht. Das jüdische Hauptgotteshaus war jedoch bis zum Zwangsverkauf aufgrund der Arisierung während der nationalsozialistischen Zeit die Große Synagoge an der Reitbahn in der Innenstadt.
Durch die Tagungen wurde die nationaljüdische Erziehungsarbeit der zionistischen Organisation sehr gefördert. Die Gemeindeverwaltung und die Mehrheit der altansässigen jüdischen Danziger standen dieser Bewegung jedoch teilnahmslos oder gar feindlich gegenüber. Zwischen dem Nationalsozialismus von außen und der nationaljüdischen Bewegung im Innern stehend, glaubte die Gemeindeführung, für die Erhaltung des deutschen Charakters der Gemeinde sorgen zu müssen. Die zionistische Organisation, deren Führung in den Händen altansässiger Danziger blieb, dachte nicht daran, den deutsch-kulturellen Charakter der Gemeinde zu ändern.
Circa 90 % der Danziger Juden gelang in den Jahren 1939/40 die Emigration, die verbliebenen Juden wurden zum überwiegenden Teil enteignet und deportiert.

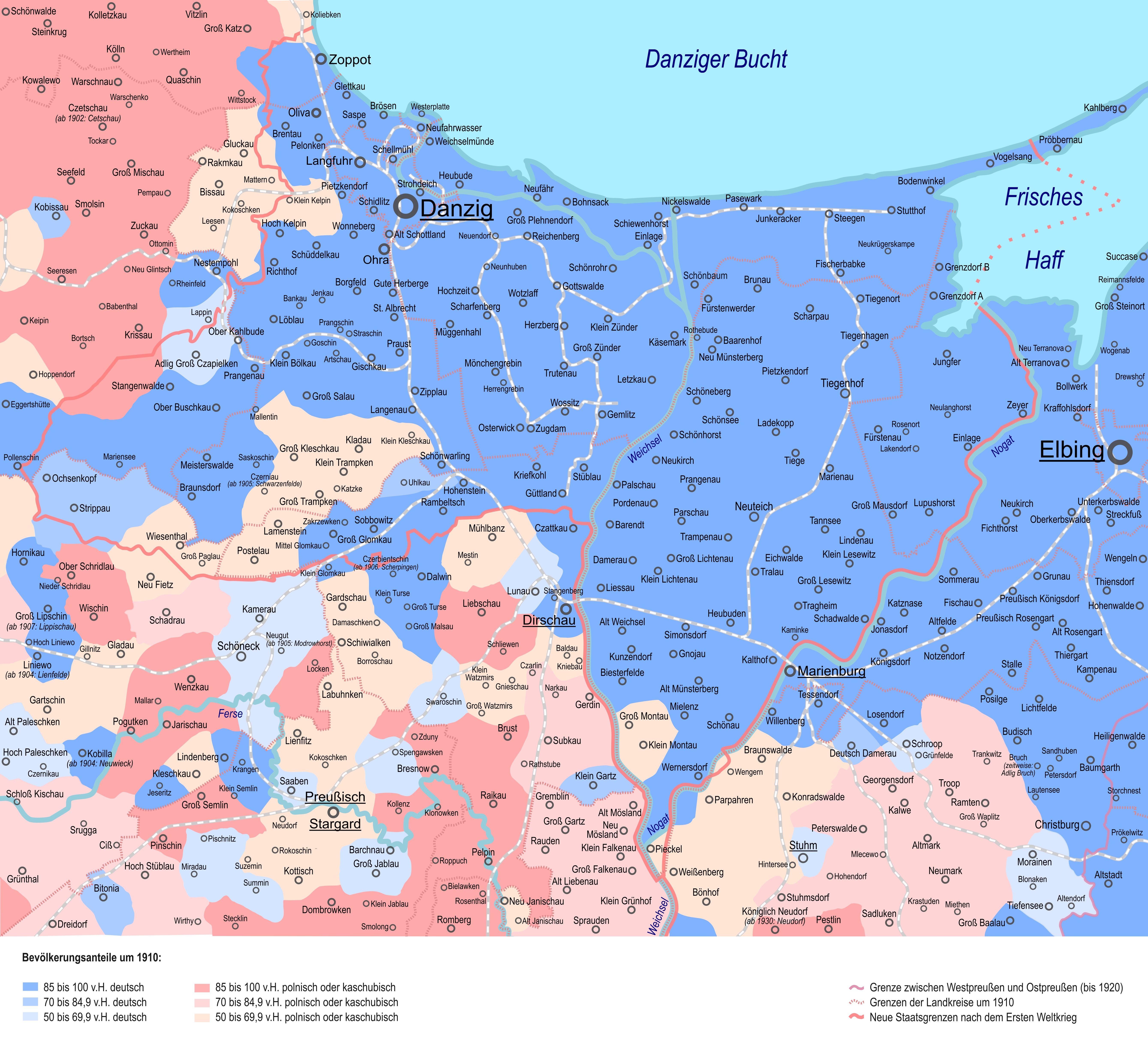
Deutscher Bevölkerungsanteil auf Gemeindeebene.

## Sprachen und Dialekte
Die Amtssprache der Freien Stadt Danzig war gemäß Art. 4 I der Danziger Verfassung (nur) Deutsch; Art. 4 II der Danziger Verfassung garantierte dem polnischsprechenden Volksteil durch die Gesetzgebung und Verwaltung seine freie volkstümliche Entwicklung, besonders den Gebrauch seiner Muttersprache beim Unterricht sowie bei der inneren Verwaltung und der Rechtspflege.
Bezogen auf die Volkszählung vom 1. Dezember 1905 verzeichnete die Stadt Danzig (das heißt allein der 1920 als Teil der fünfkreisigen Freien Stadt Danzig entstandene „Stadtkreis Danzig“) im Jahr 1905 unter 160.090 Einwohnern (darunter 8.178 aktive Militärangehörige) 96,6 % Einwohner mit der Muttersprache Deutsch und 1,8 % mit Polnisch. Laut Volkszählung von 1924 umfasste das Gebiet der Freien Stadt Danzig gemäß Abschnitt XI des Versailler Vertrages 383.995 Einwohner (davon 206.458 in der Stadt Danzig selbst), von denen 12.027 (in Danzig 6.387), d. h. 3,15 %, nicht Deutsch als Muttersprache angaben.
| Muttersprache     | deutsch | deutsch und polnisch | polnisch, kaschubisch, masurisch | russisch, ukrainisch | hebräisch, jiddisch | Sonstige | Gesamtzahl |
| ----------------- | ------- | -------------------- | -------------------------------- | -------------------- | ------------------- | -------- | ---------- |
| Stadtgebiet       | 327.827 | 1.108                | 6.788                            | 99                   | 22                  | 77       | 335.921    |
| außerhalb Danzigs | 20.666  | 521                  | 5.239                            | 2.529                | 580                 | 1.274    | 30.809     |
| insgesamt         | 348.493 | 1.629                | 12.027                           | 2.628                | 602                 | 1.351    | 366.730    |
| Prozentsatz       | 95,03 % | 0,44 %               | 3,28 %                           | 0,72 %               | 0,16 %              | 0,37 %   | 100 %      |

Im Freistaatsgebiet wurden folgende Sprachen und Dialekte gesprochen:
- Danziger Platt und Danziger Missingsch (Stadtkreis Danzig inkl. Langfuhr, Oliva, teils Heubude, Schidlitz, Ohra, Emaus, Brösen, Neufahrwasser und Glettkau, Stadtkreis Zoppot),
- Höhen-Platt (östlicher und zentraler Landkreis Danziger Höhe etwa zwischen Hochzeit im Nordosten, Hohenstein im Südosten, Lamenstein im Südwesten und Löblau im südlichen Nordwesten; in diesem Gebiet befanden sich in den Orten Suckschin, Bösendorf, Kl. Trampken und Klempin Schwabenkolonien),
- Küsten-Platt (Weichselmünde, Hauptteil – außer Südwest – von Heubude sowie im küstennahen Streifen des Landkreises Danziger Niederung d. h. einschl. Neufähr, Bohnsack, Einlage, Schiewenhorst, Nickelswalde, Pasewark, Steegen, Stutthof, Bodenwinkel, Fürstenwerder, Tiegenhagen und Jungfer),
- Niederungs-Platt (übriger, südlicher Teil des Landkreises Danziger Niederung, d. h. westlich der Weichsel von polnischen Grenze im Süden bei Güttland bis etwa Reichenberg und Danzig Walddorf im Norden dieses Landkreises) und Großes-Werder-Platt (im Gebiet des Landkreises Großes Werder zwischen der Weichsel und der Nogat bis auf den direkten Küstenstreifen der Elbinger Weichsel im Norden – also einschließlich der Städte Tiegenhof und Neuteich sowie Orte wie Schönhorst, Marienau, Mausdorf, Damerau, Simonsdorf, Kunzendorf, Wernersdorf und Pieckel),
- Hüttenpommersch und Hüttenpommersch-Höhen-Platt-Mischdialekt (wurden im westlichen Teil des Landkreises Danziger Höhe gesprochen, etwa abgegrenzt durch die Orte Stangenwalde im Nordosten, Postelau im Südosten und von dort aus bis zur polnischen Grenze),
- Halbmissingsch und Hochdeutsch (überall),
- Kaschubisch (nordwestliche Danziger Höhe, d. h. westlich Schidlitz, Emaus, Langfuhr und Oliva, nur von der kaschubischen Minderheit),
- Polnisch (nur von der polnischen Minderheit, etwa vier bis sechs Prozent; später auf der Westerplatte, dennoch und wegen des Sonderstatus Polens im Freistaat war Polnisch anerkannte Minderheitensprache),
- Jiddisch (nur von Angehörigen der Minderheit jüdischen Glaubens).

## Kultur
- Stadttheater Danzig
- Freie Volksbühne Danzig
- Naturbühne im Zoppoter Walde (Waldoper)[71]

## Amtsinhaber

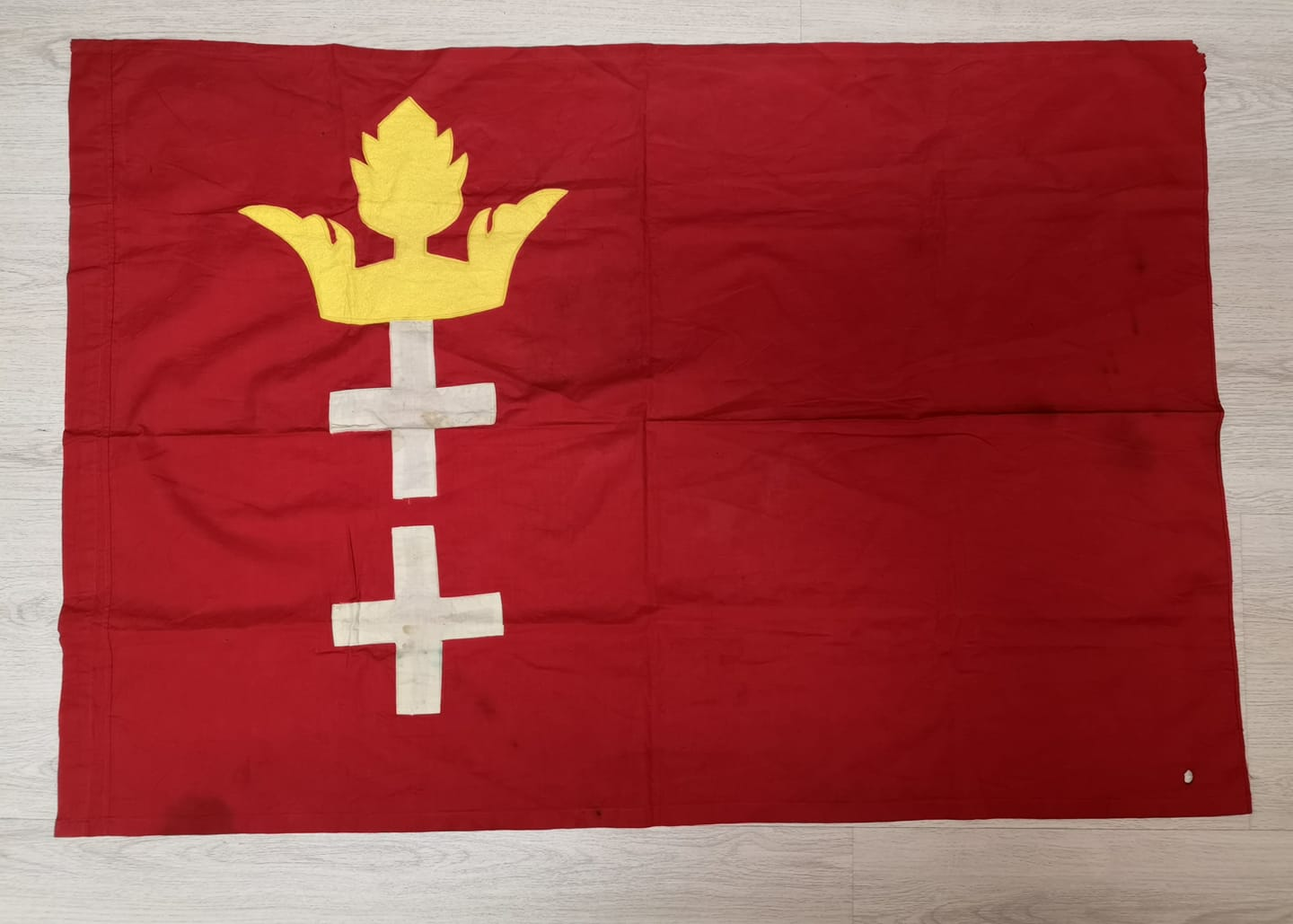
Originalflagge der Freien Stadt Danzig

### Der deutsche Reichs- und preußische Staatskommissar
Der frühere Regierungspräsident Westpreußens (1910–1918) übernahm als deutscher Reichs- und preußischer Staatskommissar die Aufgabe, die ehemals preußischen Gebiete an die Freie Stadt Danzig überzuleiten.
- 1919–1920: Lothar Foerster

### Der britische Militärgouverneur Danzigs am Ende des Ersten Weltkriegs
- 1920–9999: Reginald Thomas Tower, Großbritannien

### Die Präsidenten des Danziger Senats
- 1920–1931: Heinrich Sahm
- 1931–1933: Ernst Ziehm, DNVP
- 1933–1934: Hermann Rauschning, NSDAP
- 1934–1939: Arthur Greiser, NSDAP

### Die Präsidenten des Danziger Volkstags
- 1920–1921: Wilhelm Reinhard
- 1921–9999: Adelbert Matthaei
- 1921–1923: Adolf Treichel
- 1923–1924: Julius Gehl
- 1924–1926: Adolf Treichel
- 1926–1928: Alfred Semrau
- 1928–1930: Friedrich „Fritz“ Spill
- 1930–1931: Julius Gehl
- 1931–1933: Wilhelm von Wnuck
- 1933–9999: Franz Potrykus
- 1933–1936: Wilhelm von Wnuck
- 1937–1939: Edmund Beyl

### Die Hohen Kommissare des Völkerbunds
- 1919–1920: Reginald Thomas Tower (1860–1939), Großbritannien
- 1920–1920: Edward Lisle Strutt (1874–1948), Großbritannien (geschäftsführend)
- 1920–1921: Bernardo Attolico (1880–1942), Italien (stellvertretend)
- 1921–1923: Richard Cyril Byrne Haking (1862–1945), Großbritannien
- 1923–1925: Mervyn Sorley MacDonnell (1880–1949), Großbritannien
- 1925–1929: Joost Adriaan van Hamel (1880–1964), Niederlande
- 1929–1932: Manfredi Gravina (1883–1932), Italien
- 1932–1933: Helmer Rosting (1893–1945), Dänemark
- 1933–1937: Seán Lester (1888–1959), Irland
- 1937–1939: Carl Jacob Burckhardt (1891–1974), Schweiz

### Die polnischen Generalkommissare
Die Republik Polen, die die Freie Stadt außenpolitisch vertrat, war in Danzig selbst durch einen Generalkommissar (komisarz generalny Rzeczypospolitej Polskiej w Wolnym Mieście Gdańsku) vertreten.
- 1919–1920: Mieczysław Jałowiecki (Regierungdelegierter)
- 1920–1921: Maciej Biesiadecki
- 1921–1923: Leon Pluciński
- 1923–1924: Kajetan Dzierżykraj-Morawski (geschäftsführend)
- 1924–1932: Henryk Strasburger
- 1932–1936: Kazimierz Papée
- 1936–1939: Marian Chodacki

## Das europäische Danzig
In dem Ishii-Bericht an den Völkerbundsrat vom 17. November 1920 wird die Freie Stadt Danzig ausdrücklich als „state in the international organisation of Europe“ bezeichnet. Im Zeitraum von 1926 bis Mitte 1927 wurden 16 internationale Verträge und 7 Konventionen unterzeichnet. Danzig trat u. a. als Unterzeichnerstaat am 11. September 1929 dem Kellogg-Briand-Pakt (unabhängig von Polen, das diesem Pakt am 26. März 1929 beigetreten war) zur Ächtung des Krieges bei, der am 27. August 1928 in Paris geschlossen wurde. Danzig trat auch eigenständig dem Litwinow-Protokoll bei, das am 9. Februar 1929 in Moskau zunächst von Lettland, Estland, Polen, Rumänien und der Sowjetunion unterzeichnet wurde, dem sich später jedoch auch die Freie Stadt Danzig, Litauen, Persien, Türkei und Afghanistan anschlossen.